# Historia Polski (1572–1697)

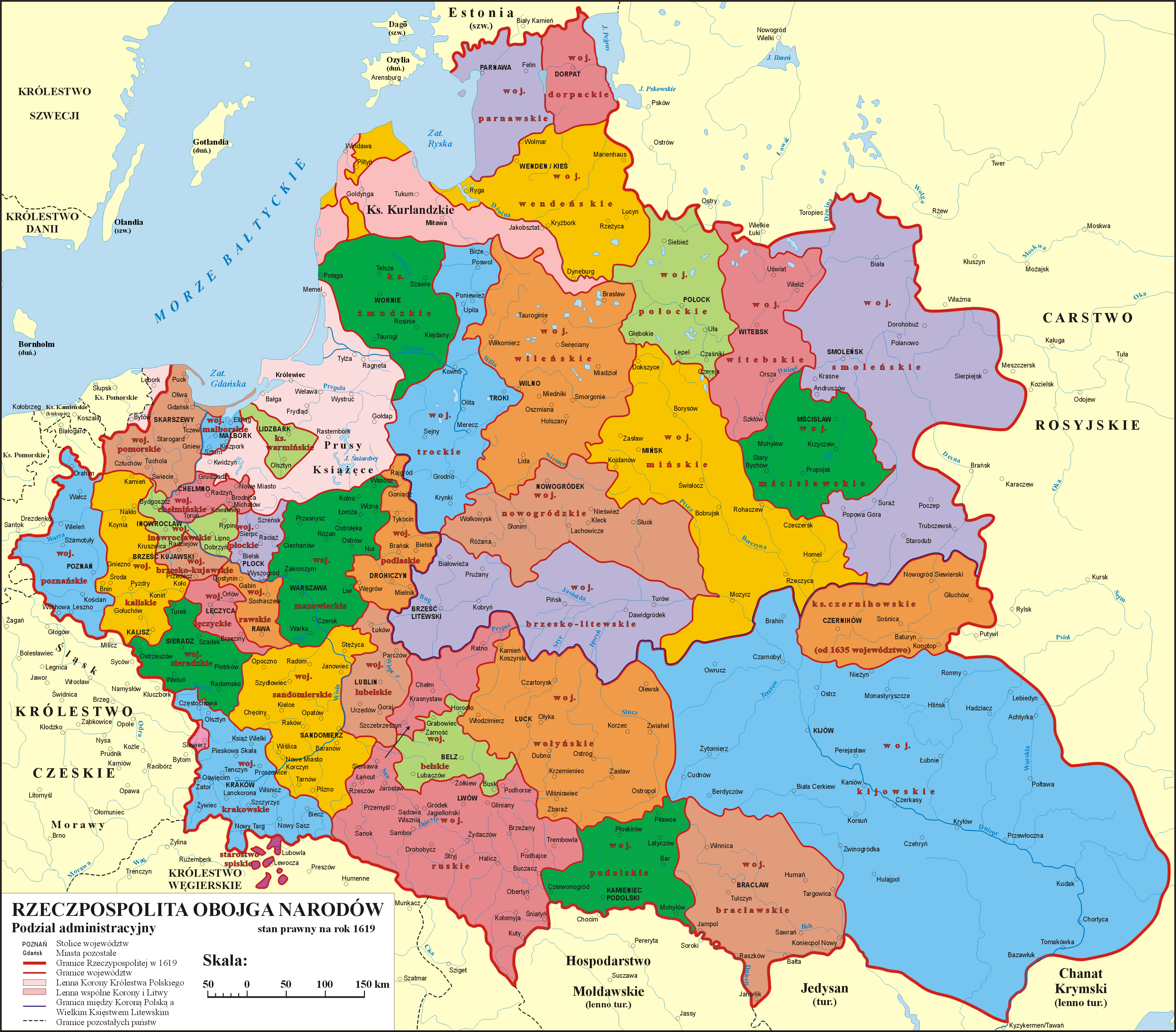
Podział administracyjny I Rzeczypospolitej w 1619

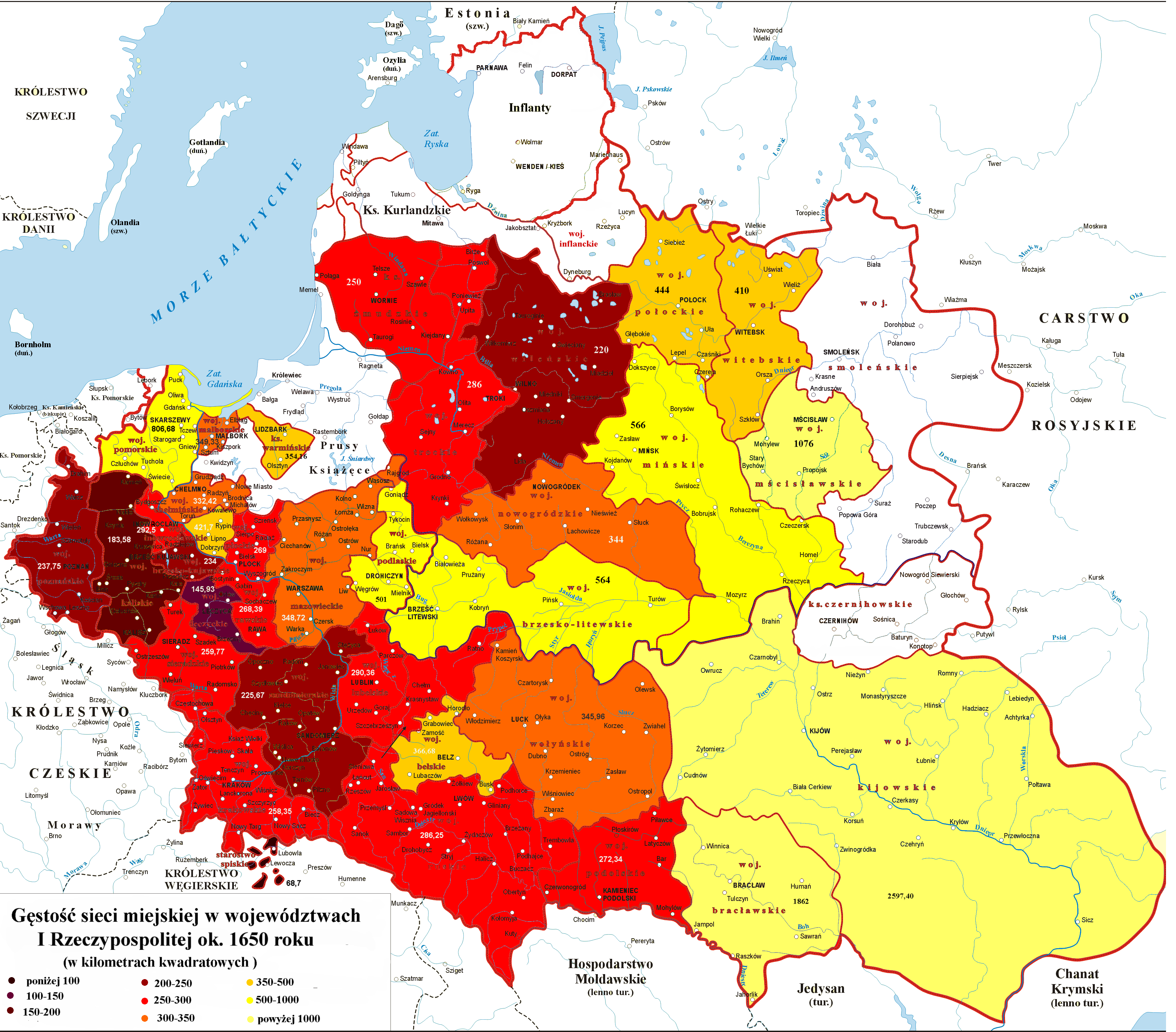
Gęstość sieci miejskiej w województwach Rzeczypospolitej Obojga Narodów ok. 1650

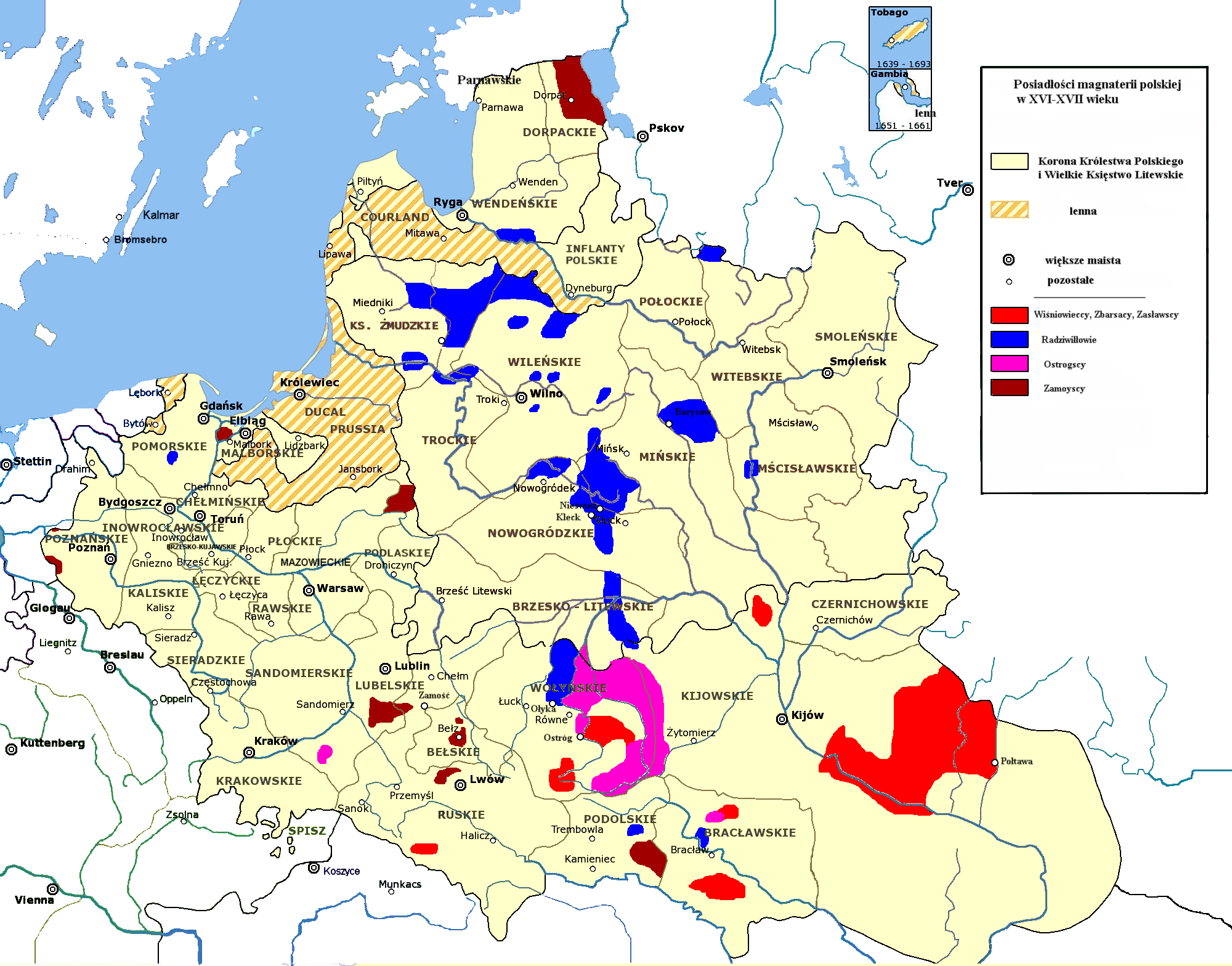
Posiadłości polskich rodzin magnackich

Akt konfederacji warszawskiej 1573

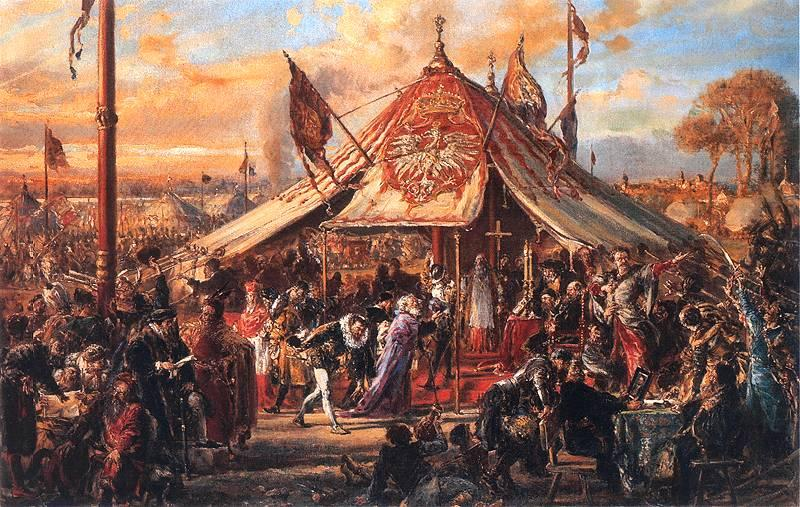
Potęga Rzeczypospolitej u zenitu. Złota wolność. Elekcja R.P. 1573, obraz Jana Matejki z 1889

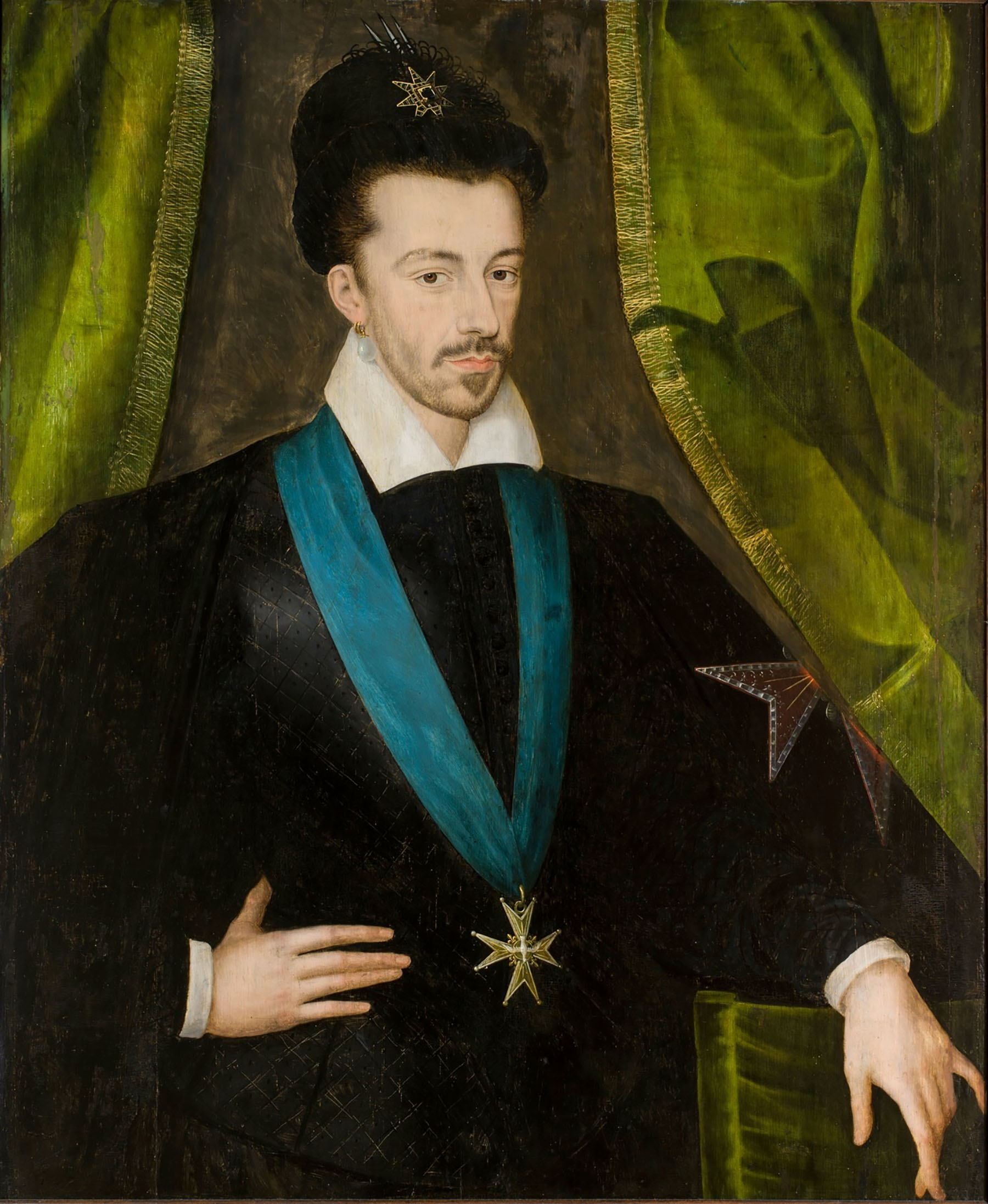
Henryk III Walezy, portret przypisywany François Quesnelowi z 1580-1586

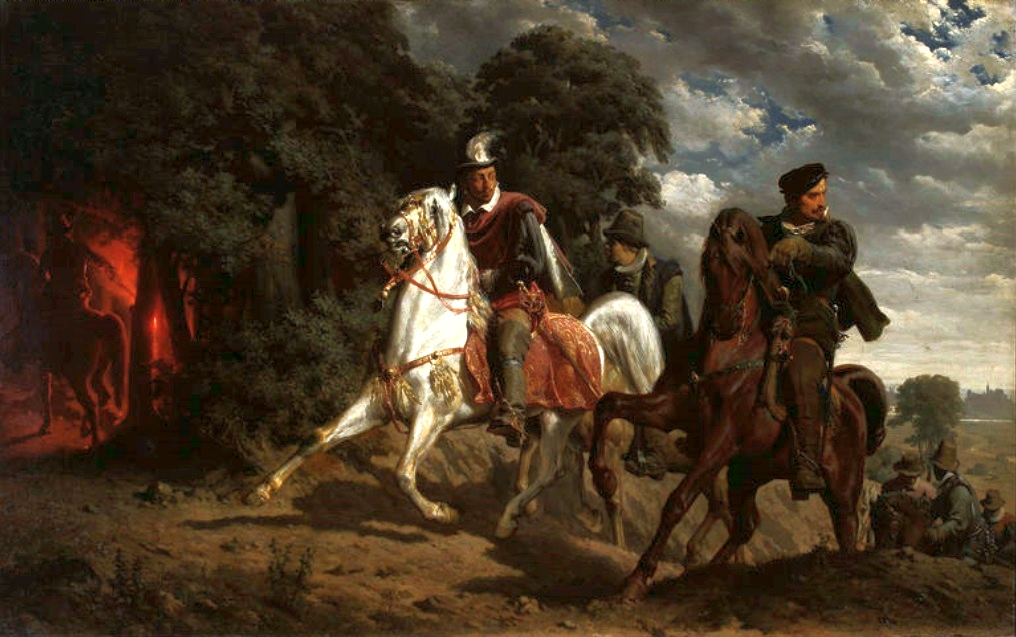
Ucieczka Henryka Walezego z Polski, obraz Artura Grottgera z 1860

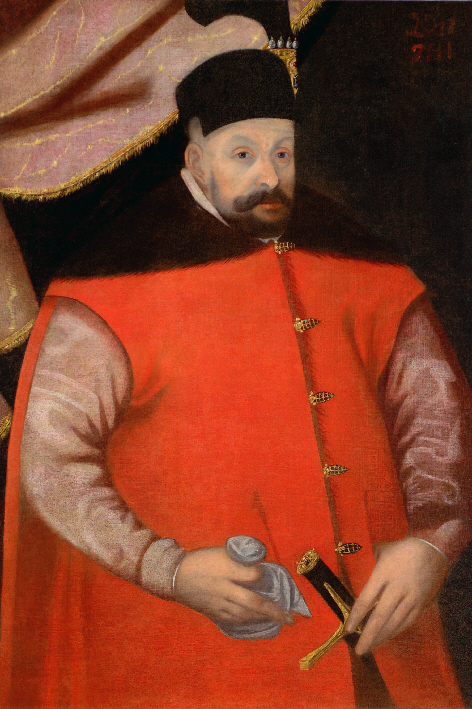
Stefan Batory, portret pędzla Marcina Kobera po 1583

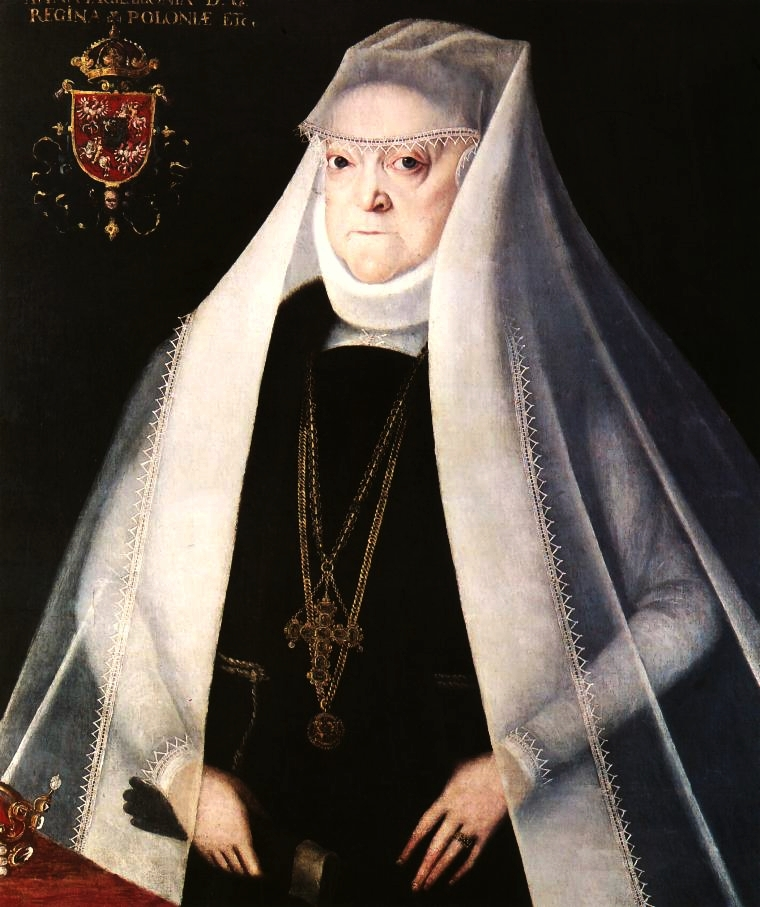
Anna Jagiellonka, portret Marcina Kobera z 1595

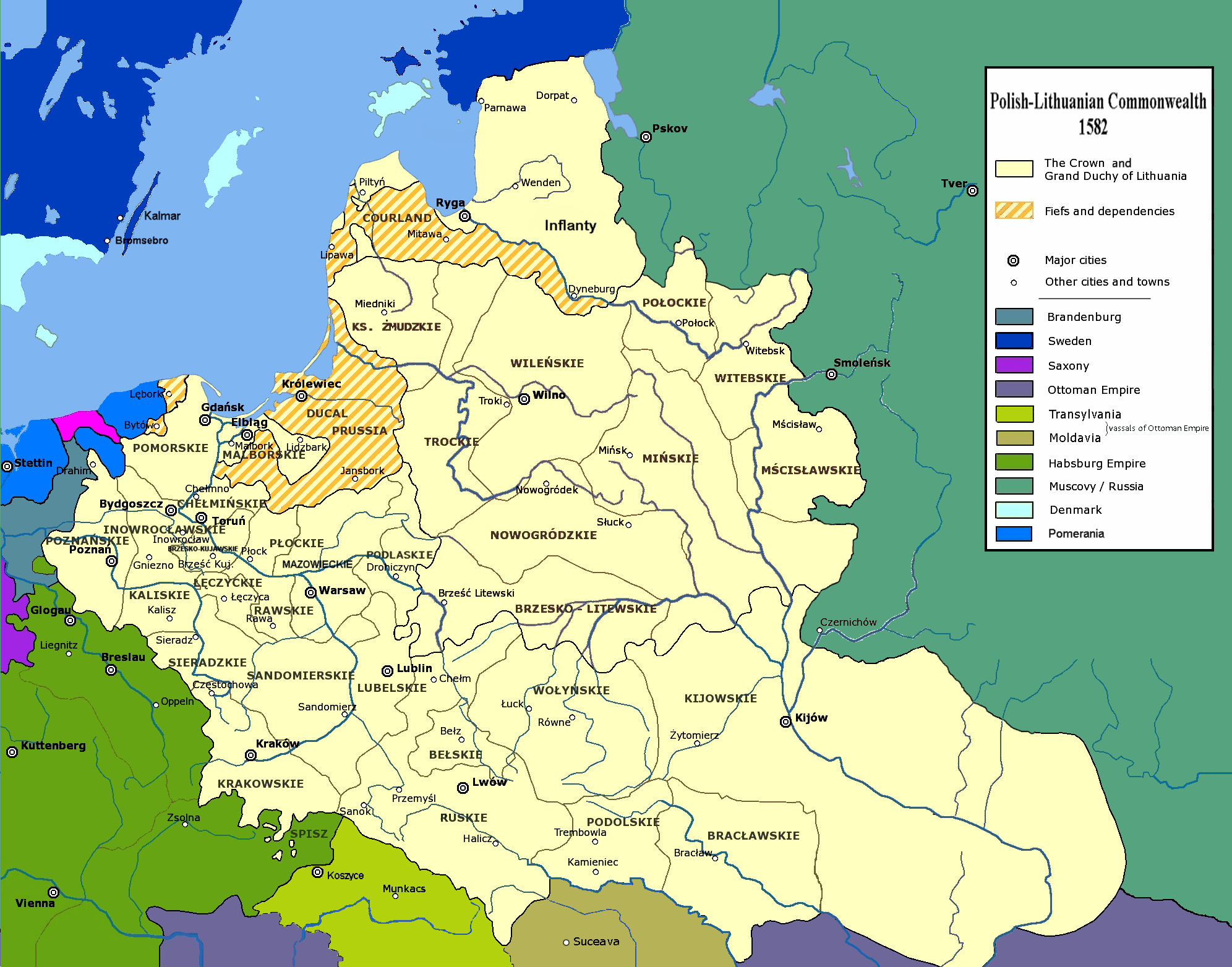
Rzeczpospolita w 1582 roku

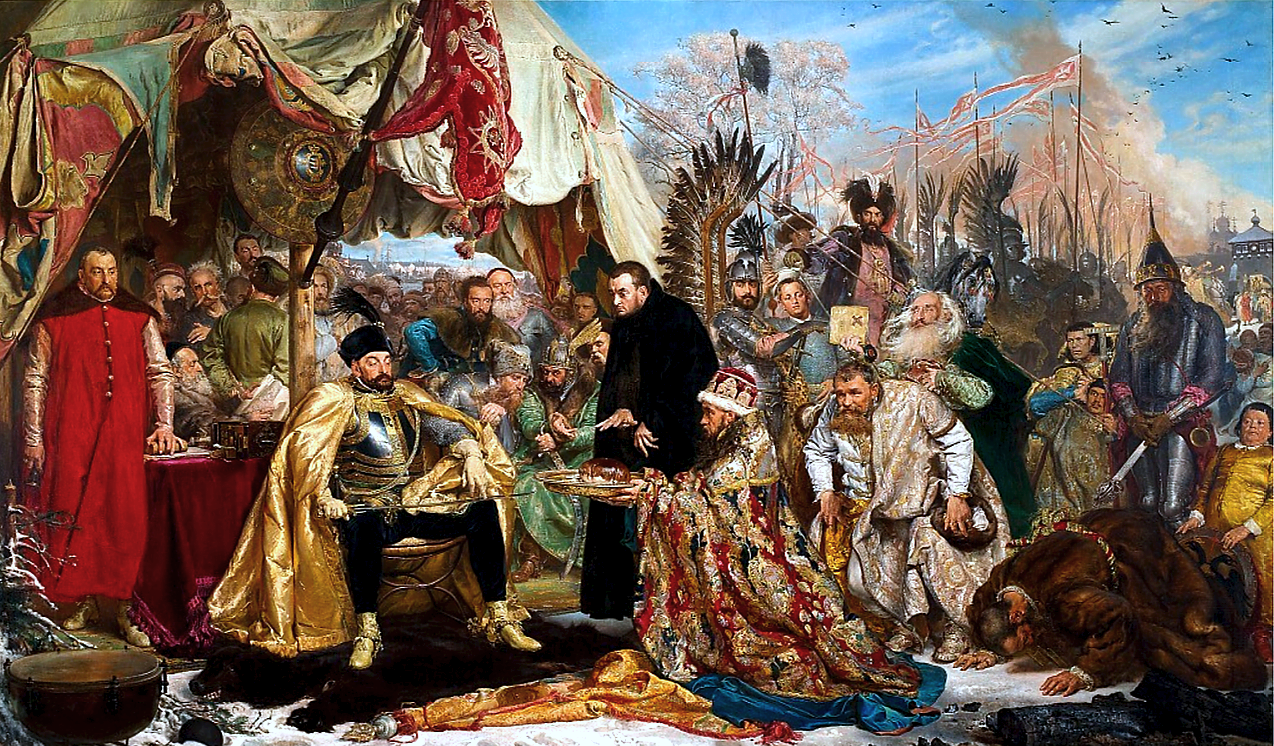
Batory pod Pskowem, obraz Jana Matejki z 1872

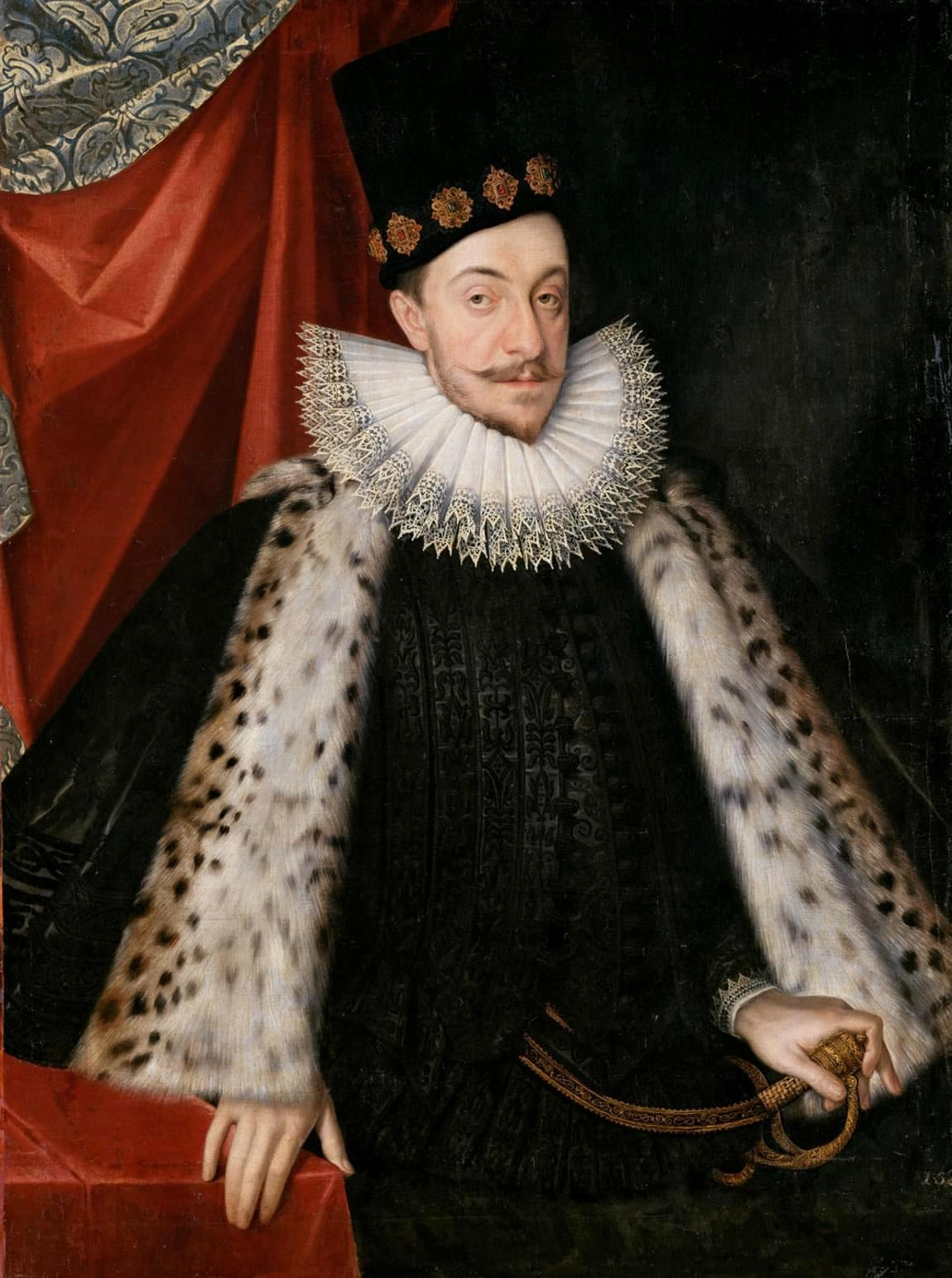
Zygmunt III Waza, portret Marcina Kobera z ok. 1590

Rekonstrukcja chorągwi królewskiej Zygmunta III Wazy, według przedstawienia na rolce sztokholmskiej z XVII wieku

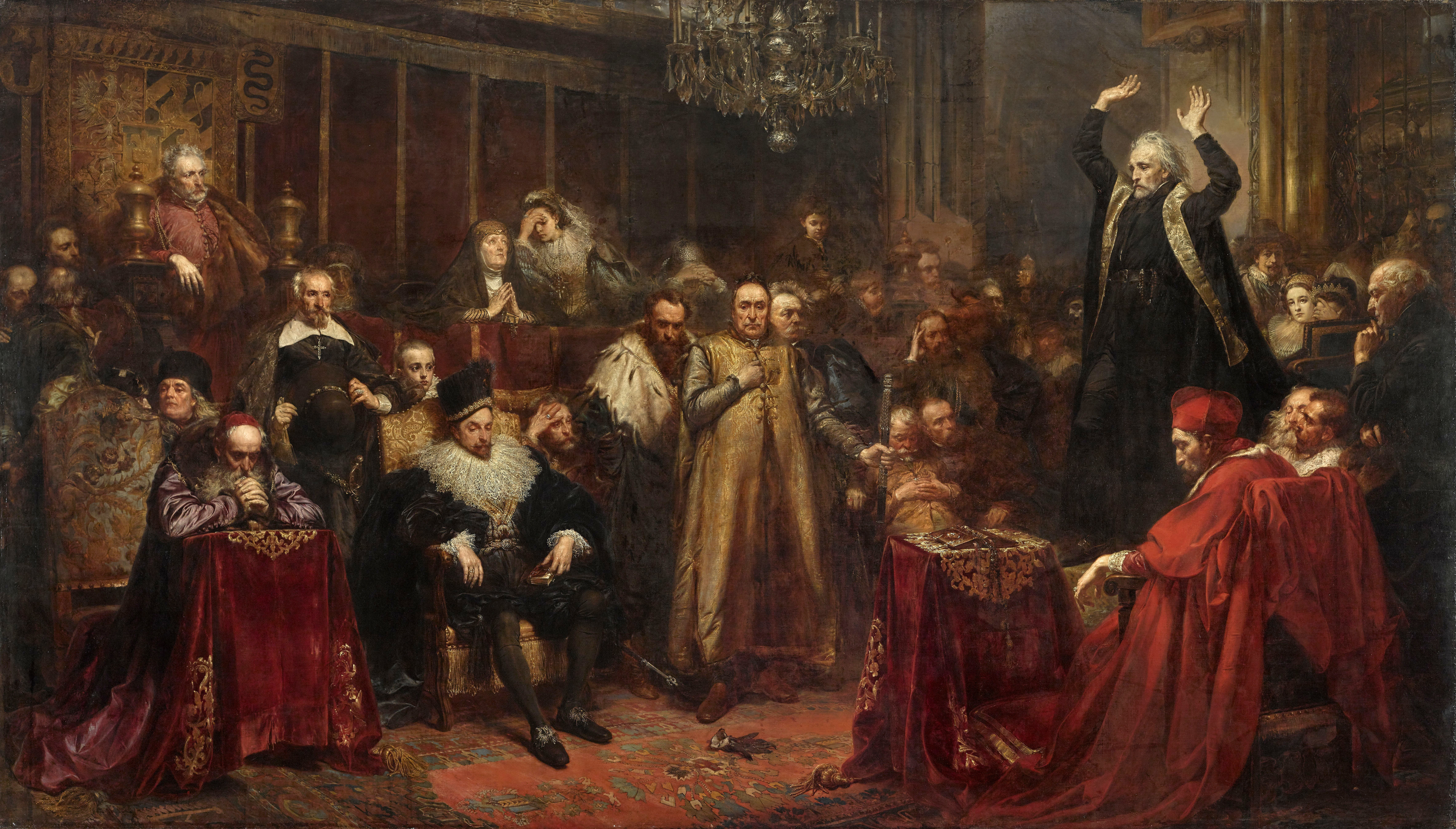
Kazanie Skargi, obraz Jana Matejki z 1864

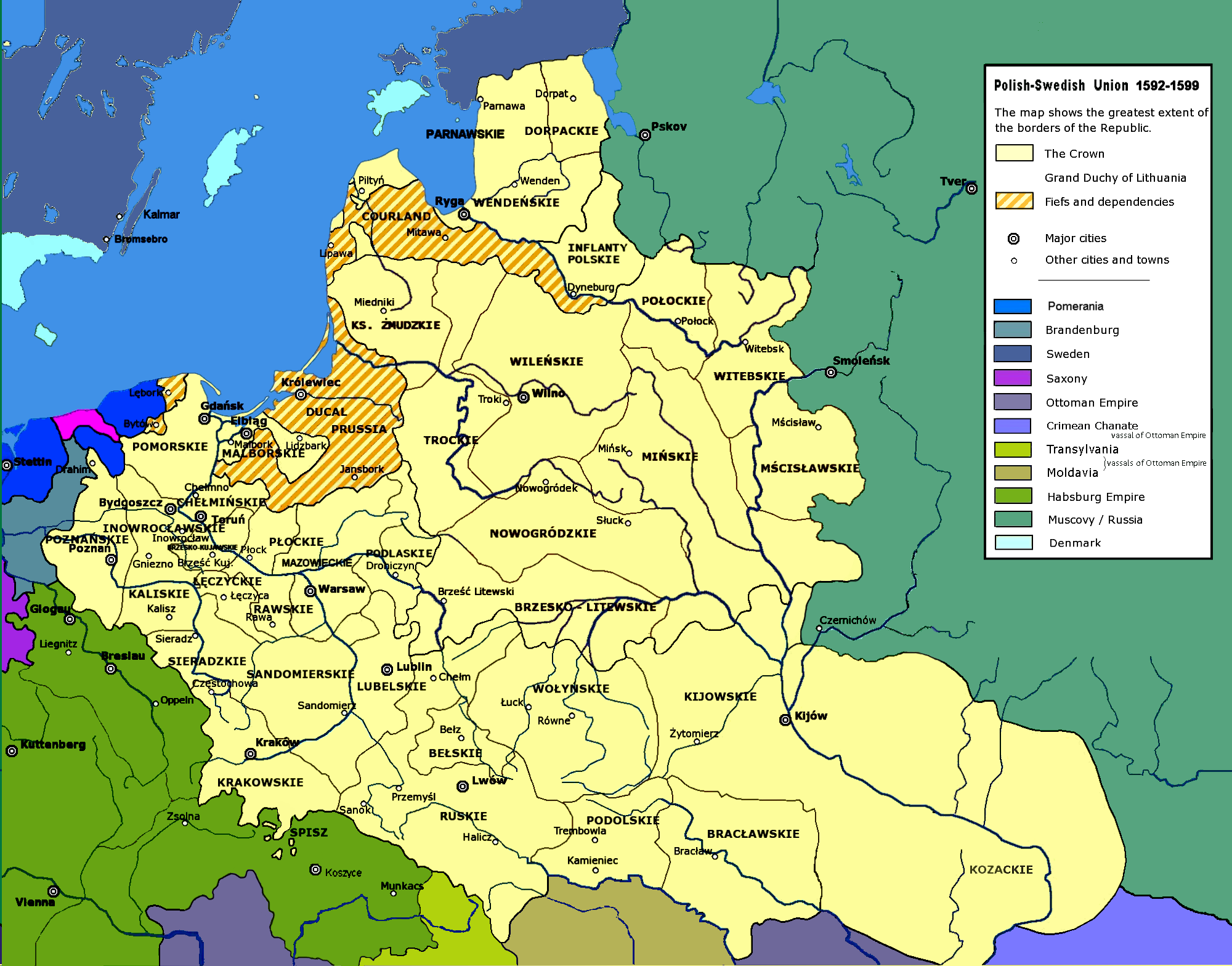
Unia polsko-szwedzka 1592-1599

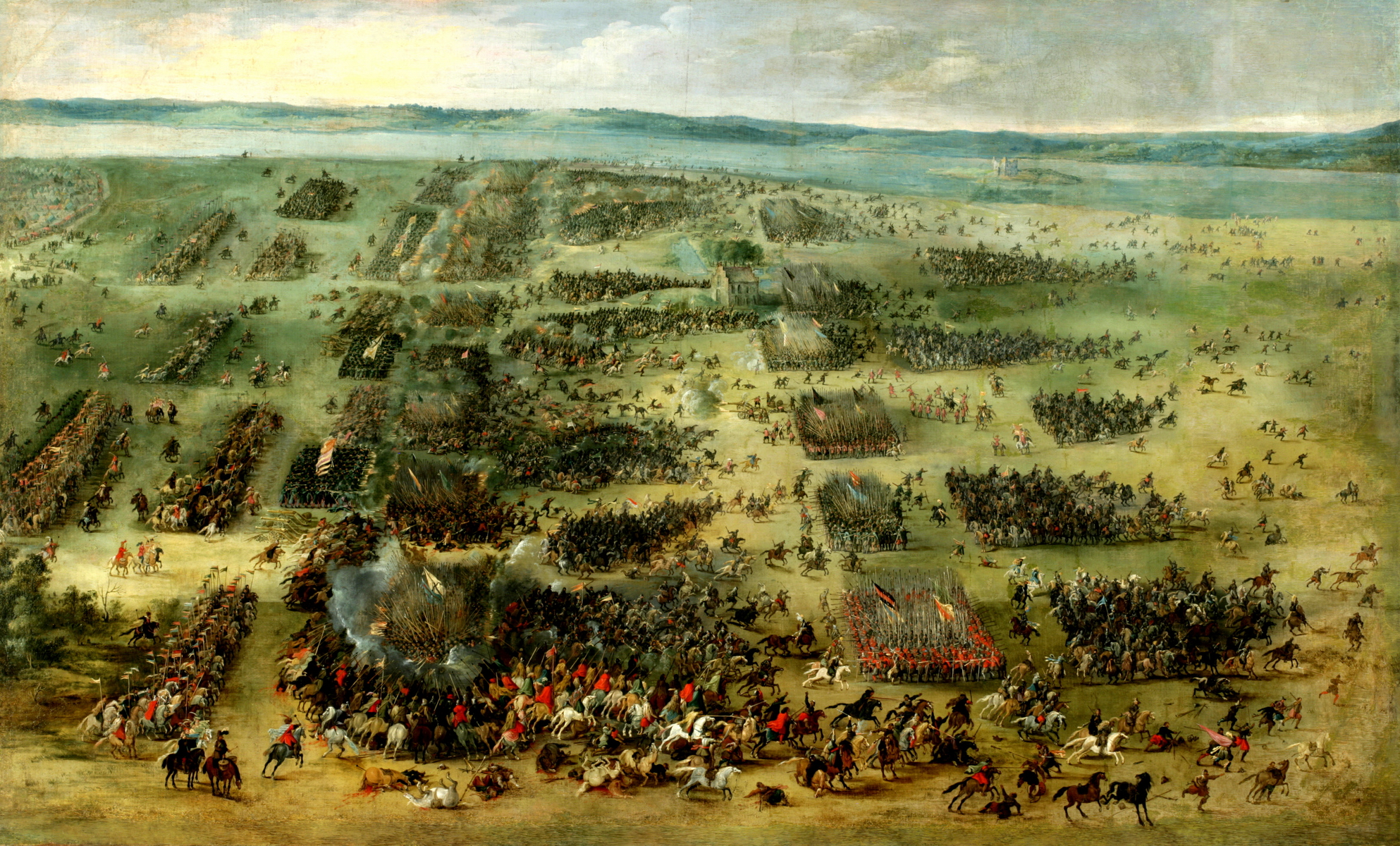
Bitwa pod Kircholmem w 1605 roku, obraz Pietera Snayersa z lat 20. XVII wieku

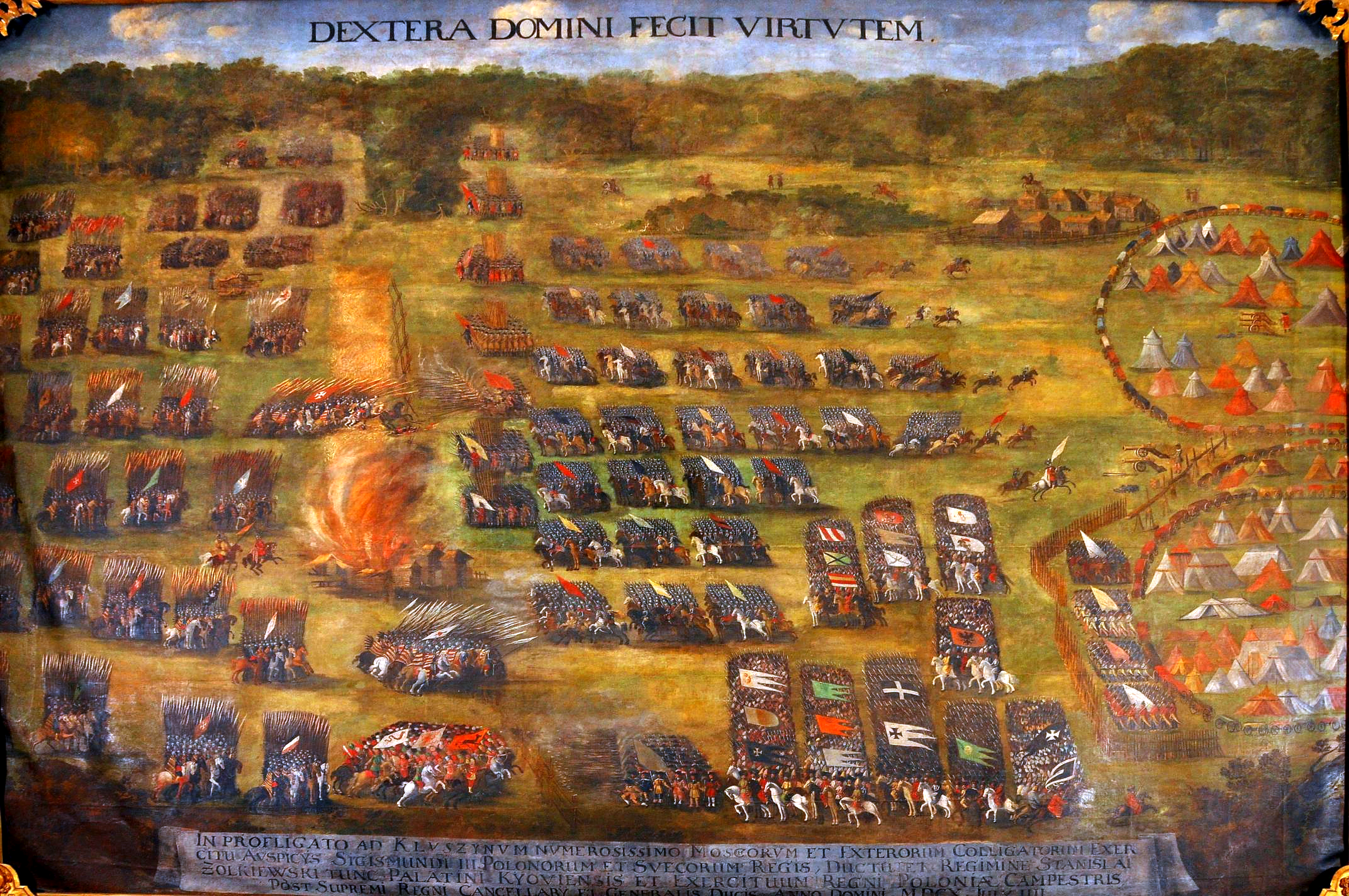
Bitwa pod Kłuszynem w 1610, obraz Szymona Bohuszowicza z ok. 1620

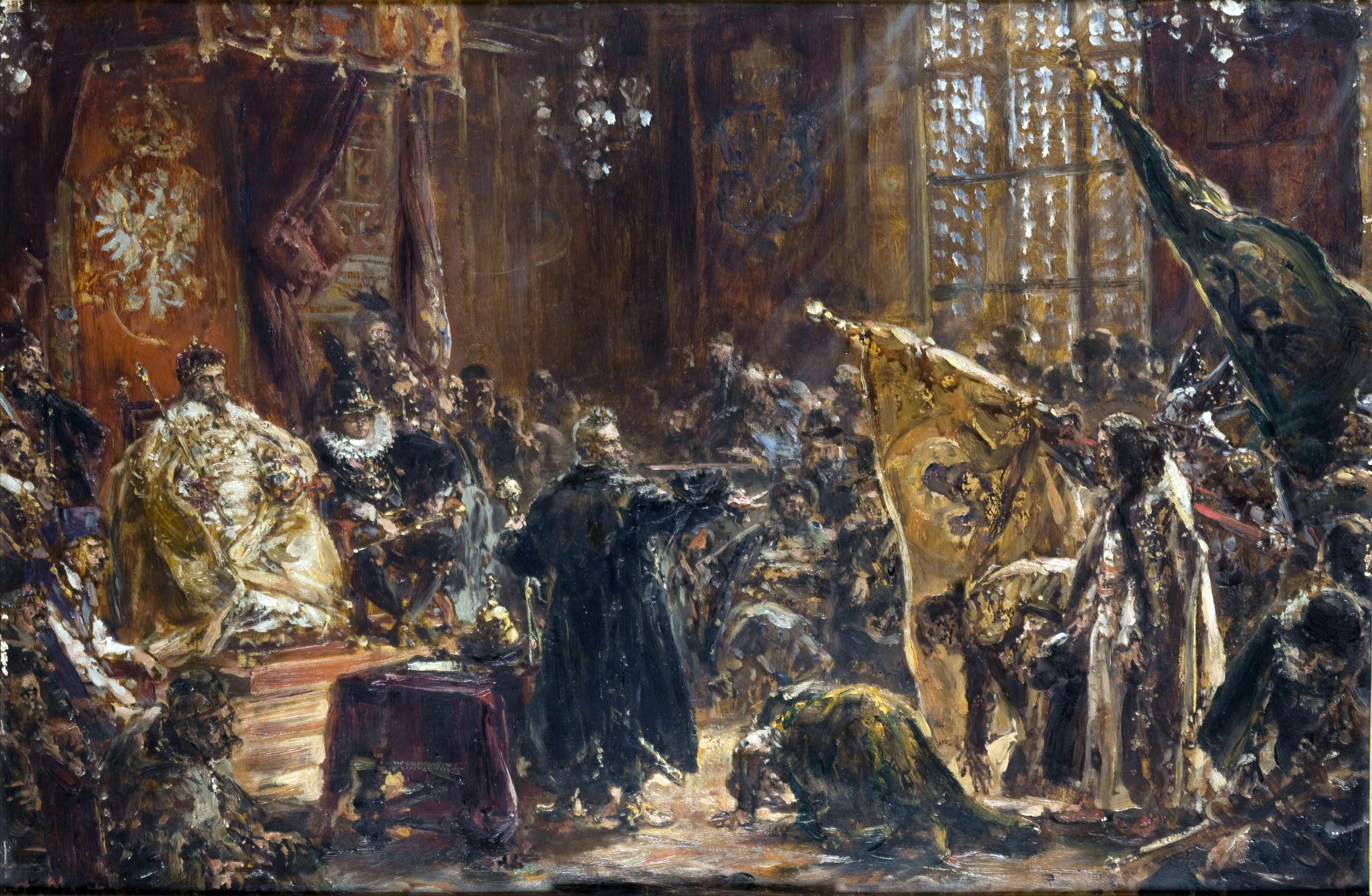
Carowie Szujscy na Sejmie Warszawskim, obraz Jana Matejki z 1892

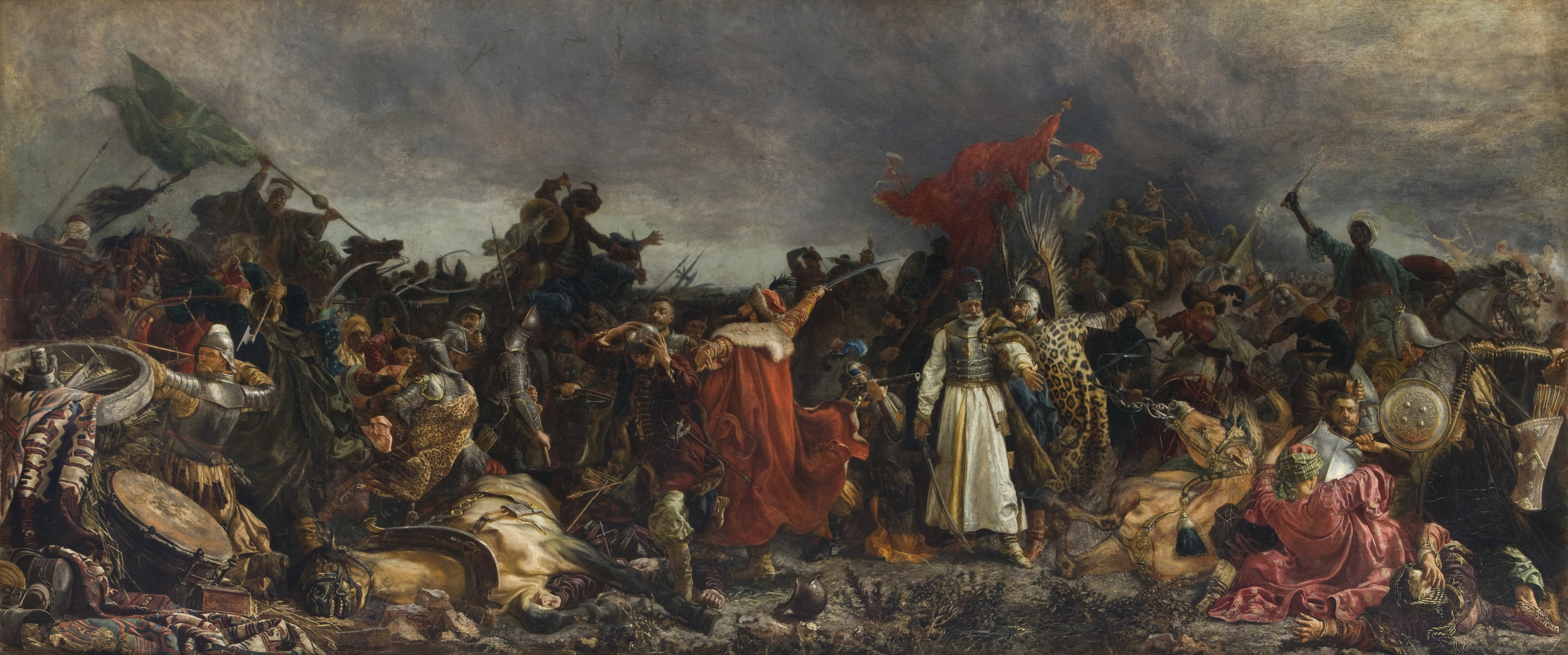
Bitwa pod Cecorą, obraz Witolda Piwnickiego z 1878

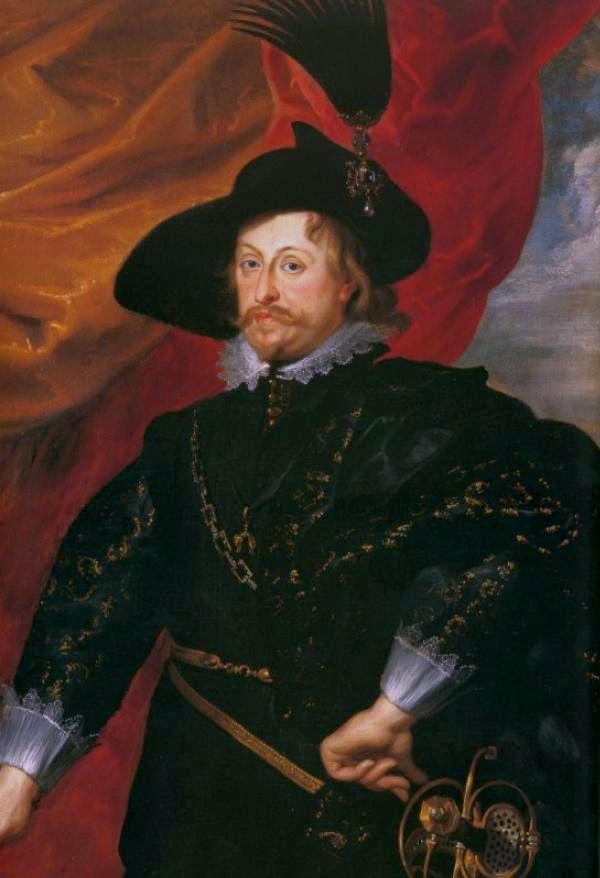
Władysław IV Waza na obrazie Petera Paula Rubensa z 1624

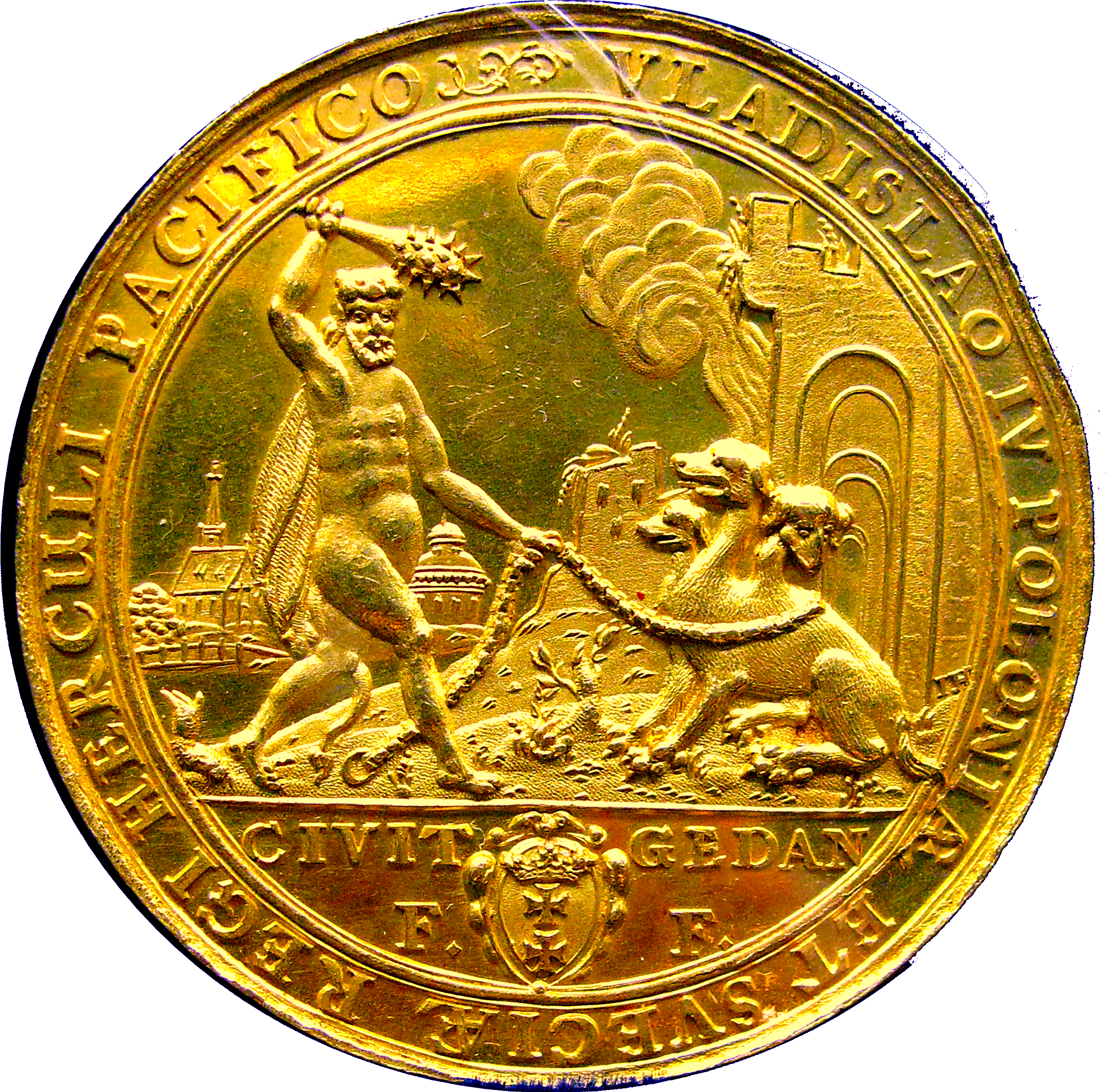
Medal gdański 12 dukatowy, wybity w 1637 roku dla upamiętnienia zwycięstw Władysława IV Wazy nad Rosją, Szwecją i Turcją

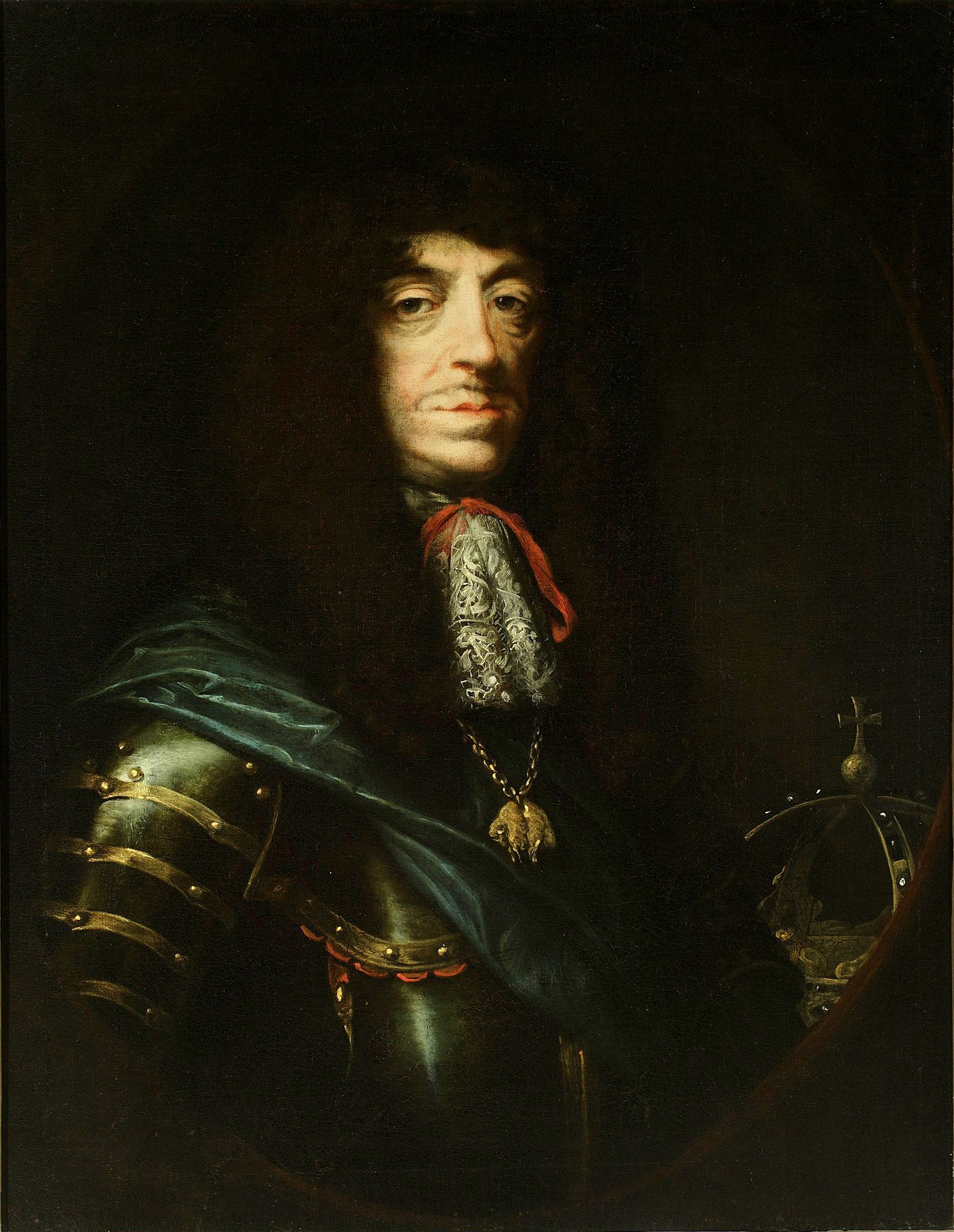
Portret Jana II Kazimierza Wazy pędzla Daniela Schulza przed 1667

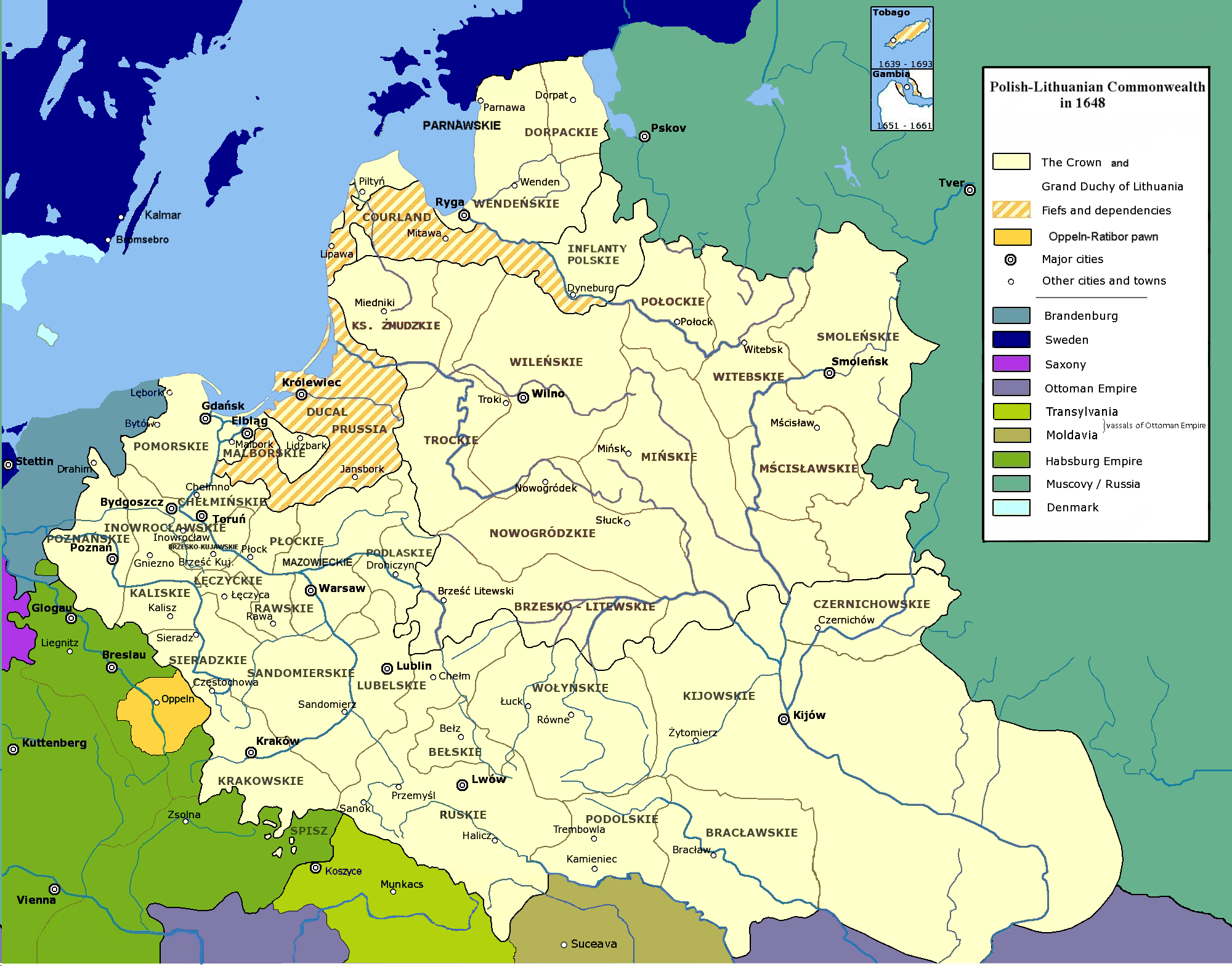
Rzeczpospolita w 1648

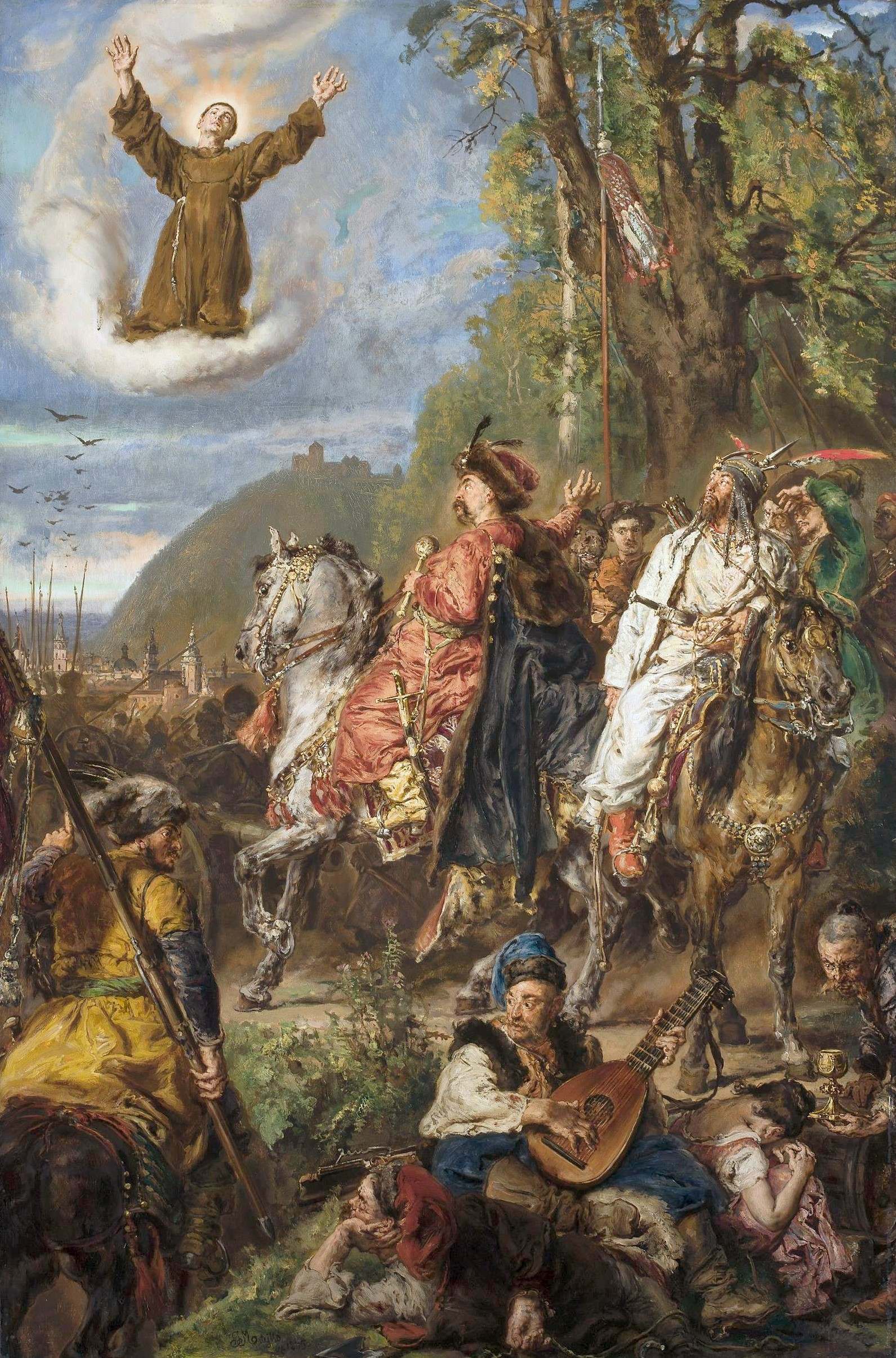
Bohdan Chmielnicki i Tuhaj-bej pod Lwowem, obraz Jana Matejki z 1885

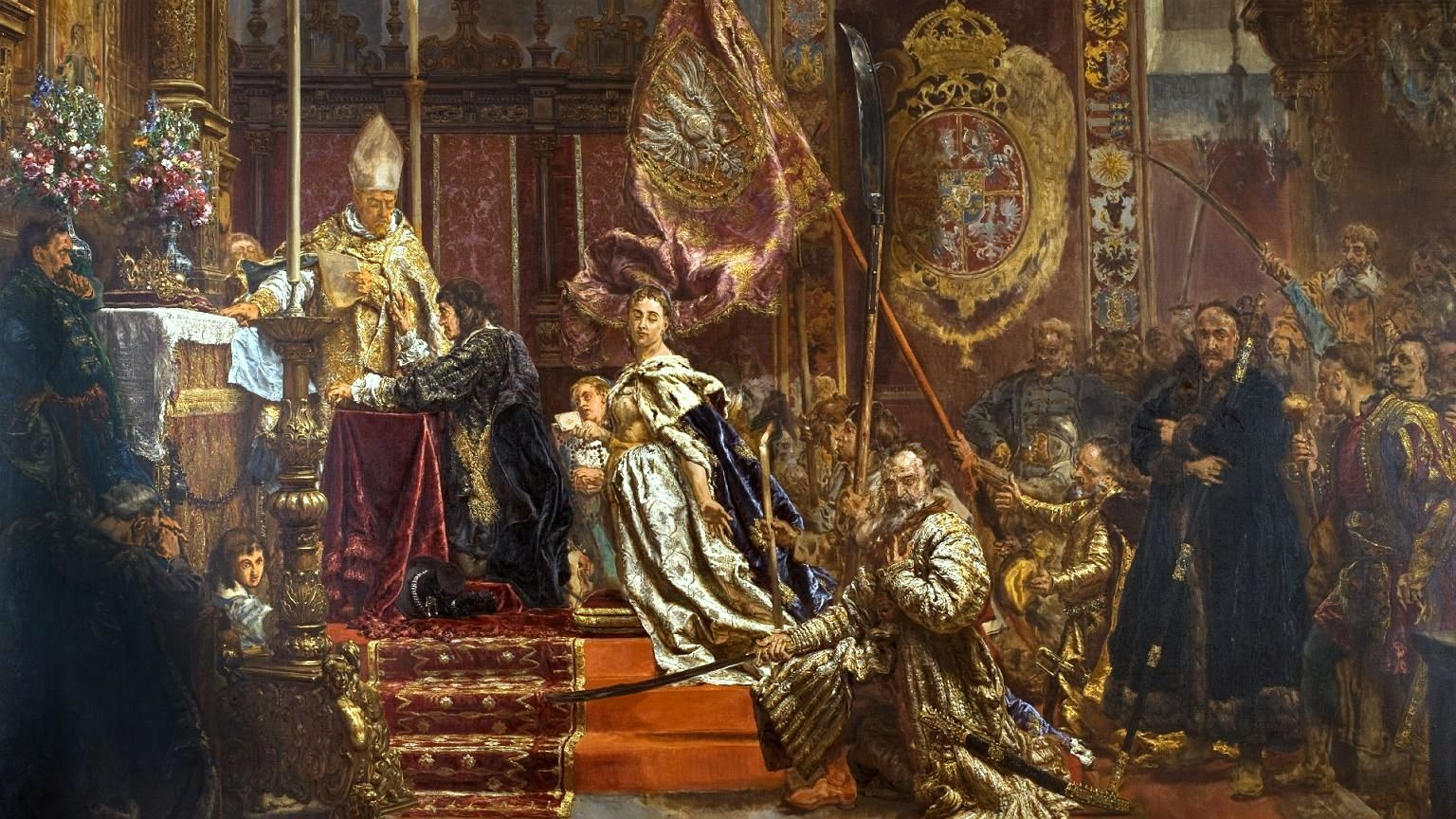
Śluby lwowskie Jana Kazimierza, obraz Jana Matejki

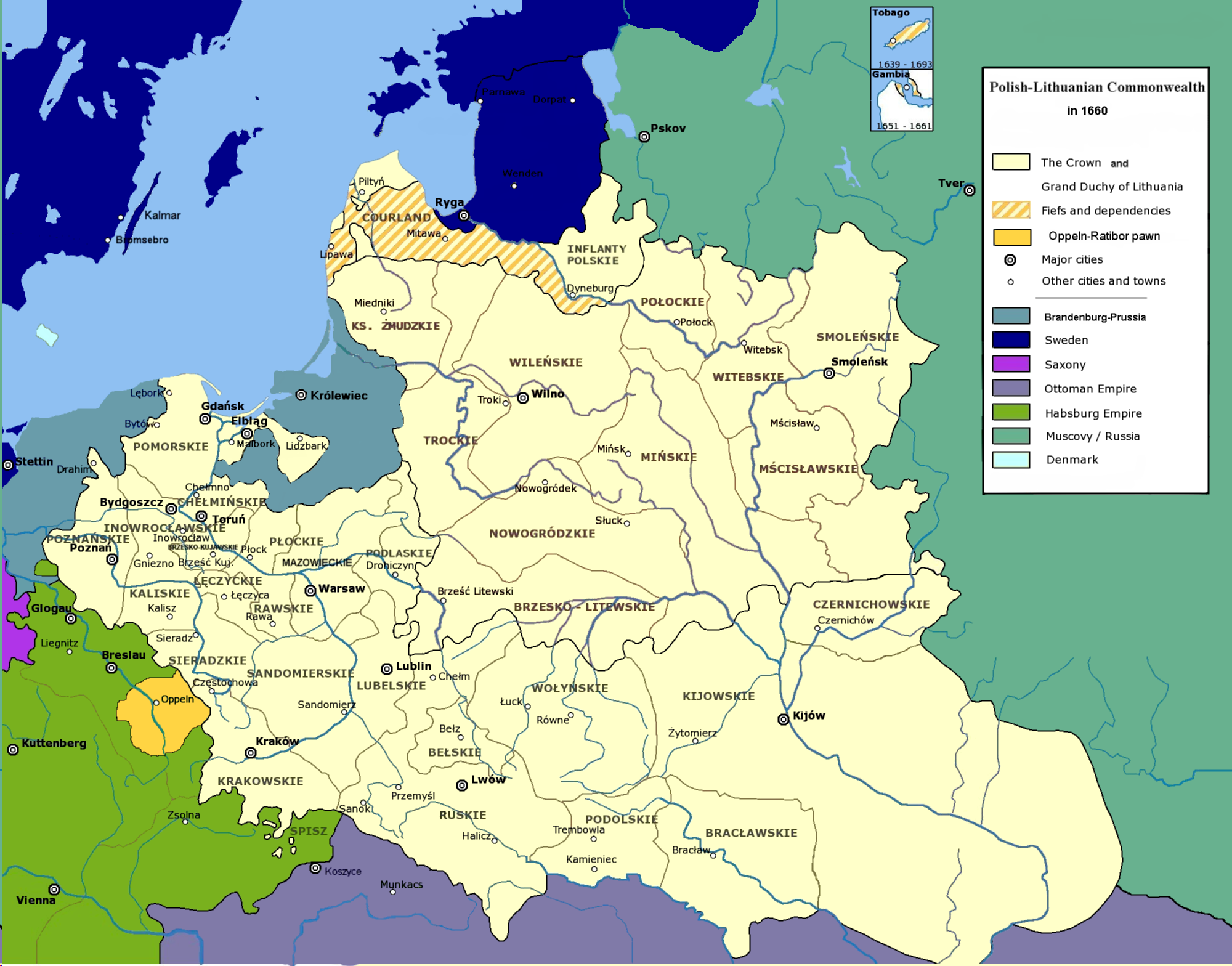
Rzeczpospolita w 1660

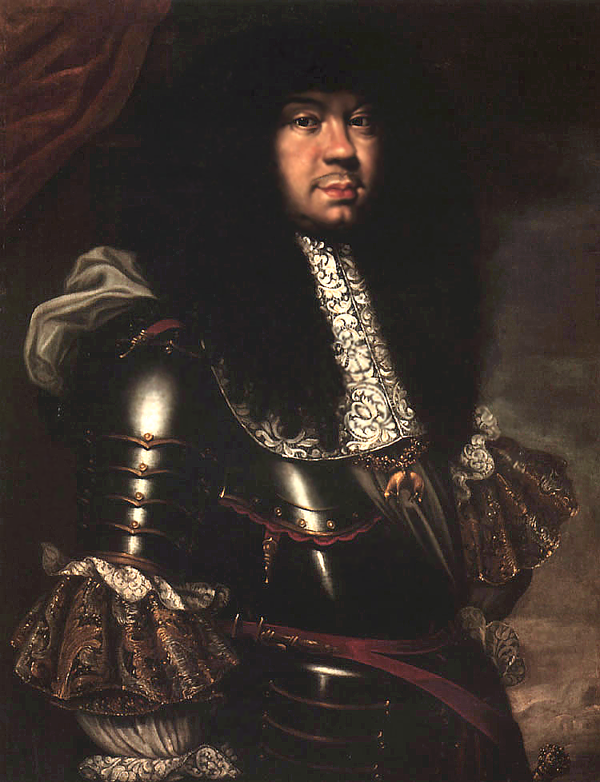
Michał Korybut Wiśniowiecki, obraz nieznanego malarza polskiego z XVII wieku

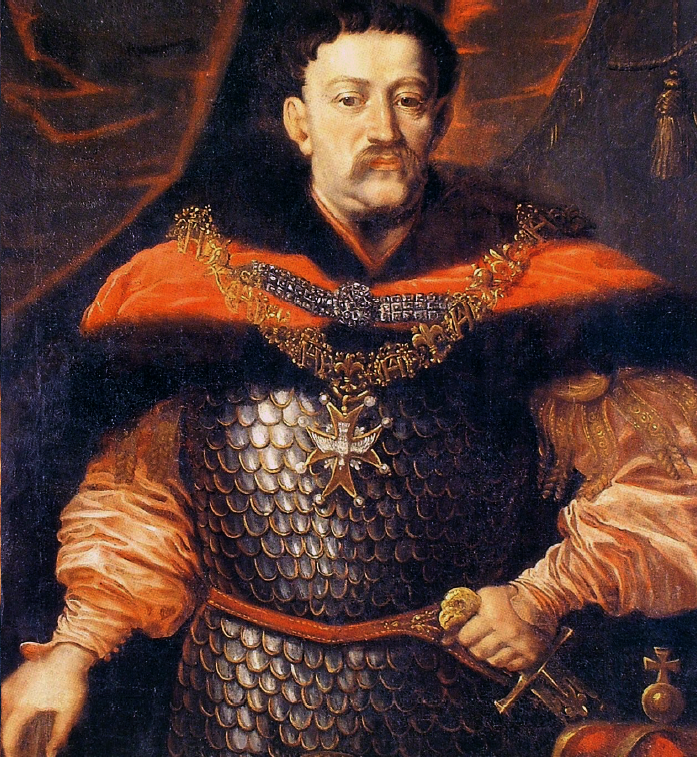
Jan III Sobieski, portret z warsztatu Daniela Schultza z ok. 1674

Jan Sobieski pod Wiedniem, obraz Jana Matejki z 1882-1883

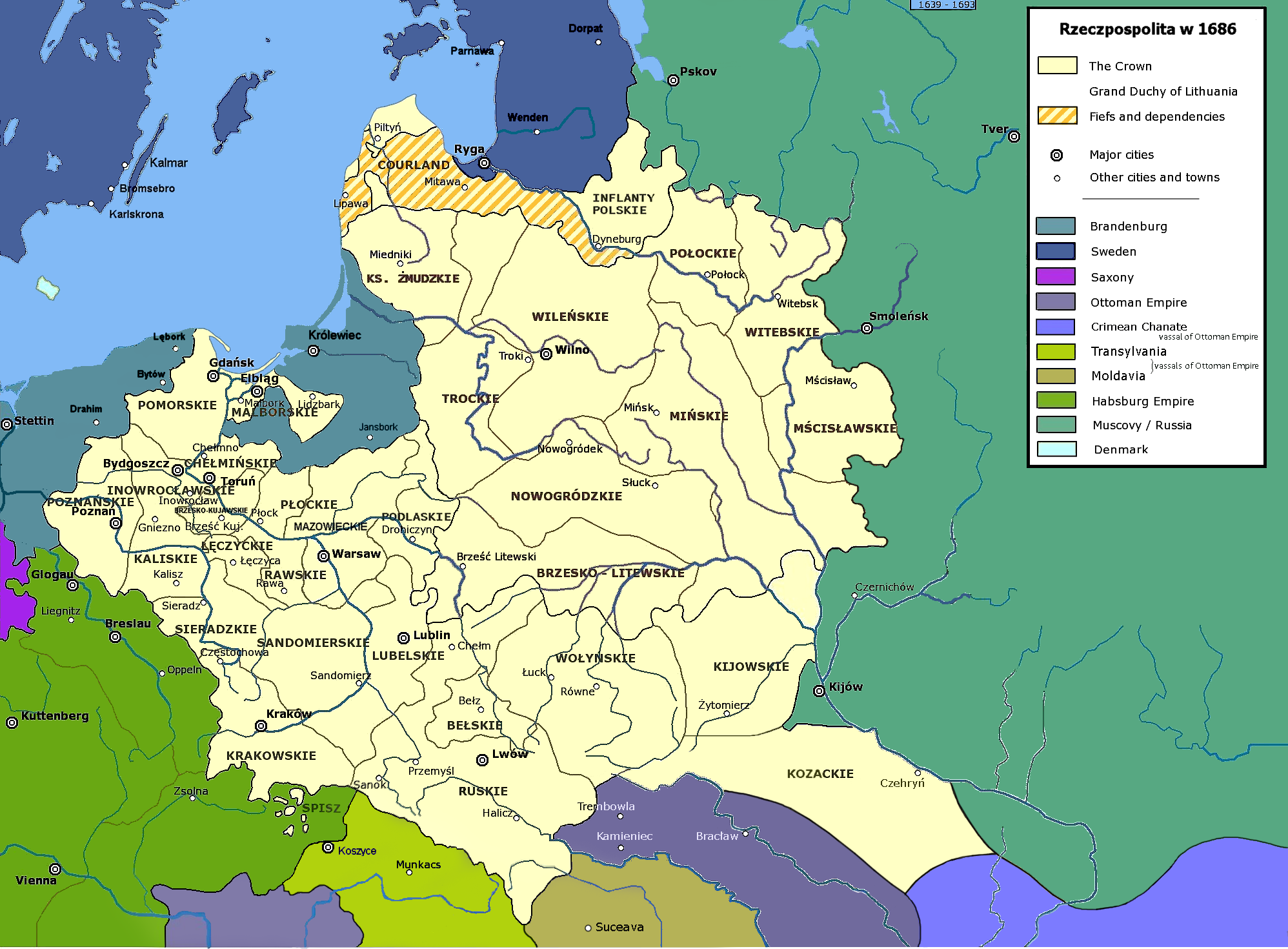
Rzeczpospolita w 1686

Historia Polski w latach 1572–1697 – historia Polski w czasie panowania władców elekcyjnych Rzeczypospolitej w latach 1572–1697.
W okresie tym Rzeczpospolita osiągnęła maksymalny w swojej historii zasięg terytorialny, wynoszący w grudniu 1618 roku 990 000 km². W latach 1592–1599 istniała unia polsko-szwedzka. W 1610 wojska Rzeczypospolitej zdobyły Moskwę, w 1611 w Warszawie miał miejsce hołd zdetronizowanego cara moskiewskiego przed królem Polski Zygmuntem III Wazą. Jego syn Władysław IV Waza był jednocześnie królem Polski, wielkim księciem litewskim, wybranym i tytularnym carem rosyjskim i tytularnym królem Szwecji. W połowie XVII wieku nastąpiło jednak podważenie pozycji międzynarodowej Polski, spowodowane wybuchem powstania Chmielnickiego w 1648 roku, interwencją rosyjską po stronie kozaków i wybuchem wojny polsko-rosyjskiej w 1654 roku oraz najazdem szwedzkim w 1655 roku. Osłabione państwo padło ofiarą najazdu turecko-tatarskiego w 1672 roku. Zakończona zwycięstwem wojsk Jana III Sobieskiego odsiecz wiedeńska 1683 roku okryła międzynarodową sławą oręż polski.
System polityczny Rzeczypospolitej w połowie XVII wieku uległ jednak erozji. Dążenie króla Jana II Kazimierza Wazy i jego żony Ludwiki Marii Gonzagi do wzmocnienia władzy monarszej poprzez wprowadzenie elekcji vivente rege doprowadziło do reakcji magnaterii, która posługiwała się szlachtą, wpadającą w coraz większe od niej uzależnienie typu klienckiego.
W tym czasie rozwój gospodarki polskiej, opartej w dużej mierze na działalności produkcyjnej folwarków szlacheckich, wykorzystujących pracę chłopów pańszczyźnianych, sprawił, że Rzeczpospolita na początku XVII wieku stała się dostawcą do Europy środkowej zbóż, bydła, drewna, konopi itp. Wobec rewolucji cen korzystny terms of trade spowodował wzmocnienie trendu eksportu surowców i importu towarów gotowych. W 1618 roku przez Gdańsk wyeksportowano maksymalną liczbę 200 000 łasztów zboża.
Na okres ten przypada rozwój objętej królewskim mecenatem sztuki barokowej w Polsce. Nastąpił rozwój polskiej literatury barokowej, w Rzeczypospolitej tworzyło wielu wybitnych kompozytorów muzyki baroku. W kraju czynnych było wielu światowej klasy architektów, budowniczych, malarzy, rzeźbiarzy i sztukatorów. Powstało wiele kościelnych fundacji monarszych, duchownych i magnackich.
Wojny w połowie XVII wieku zadały jednak cios urbanizacji kraju, nastąpił spadek liczby ludności miejskiej, widoczny był proces agraryzacji miast, wiele ośrodków w tym m.in. miasta prywatne stało się jedynie zapleczem latyfundiów magnackich.
Był to jednocześnie czas zwycięstwa kontrreformacji w Polsce, wprowadzenia w kraju szkolnictwa jezuickiego. Kościół katolicki po zawarciu unii brzeskiej w 1596 roku stopniowo poszerzał swój stan posiadania przeciągając na swoją stronę ludność prawosławną. Pomimo przypadków nietolerancji wyznaniowej, sytuacja innowierców w Rzeczypospolitej i tak była lepsza od ich położenia w Europie Zachodniej.
Fenomenem w tym okresie była ideologia szlacheckiego sarmatyzmu, który uważany jest za spójny i zaskakująco elastyczny zestaw wartości rodzinnych, społecznych i narodowych.

## Elekcja 1573
Zygmunt II August ostatni Jagiellon na tronie polskim zrzekł się w 1569 roku w unii lubelskiej praw dziedzicznych w Wielkiego Księstwa Litewskiego, dlatego po jego śmierci 7 lipca 1572 roku Rzeczpospolita stanęła w obliczu pierwszej wolnej elekcji. Senatorzy byli zwolennikami habsburskiej kandydatury arcyksięcia Ernesta. Przepadła jednak wobec oporu rzesz szlacheckich, które dzięki Janowi Zamoyskiemu uzyskały możliwość elekcji władcy viritim. Ustalono, że jedynie Prymas Polski jako interrex może w czasie bezkrólewia zwoływać zjazdy, mianować i koronować króla, którego ogłaszać będzie marszałek wielki. Dla uniknięcia waśni na tle religijnym, szlachta uchwaliła 28 stycznia 1573 roku na sejmie konwokacyjnym akt konfederacji warszawskiej, gwarantującą pokój religijny. Elekcja zgromadziła we wsi Kamień pod Warszawą około 50 tysięcy szlachty, w tym 10 tysięcy szlachty mazowieckiej. Ostatecznie przeważyły antyniemieckie resentymenty szlachty i królem Polski 11 maja 1573 roku wybrano księcia francuskiego Henryka d’Anjou, brata króla Francji Karola IX Walezjusza. Podpisane zobowiązania elekta ujęto w formę pacta conventa. W artykułach henrykowskich, które potem zaprzysięgał każdy nowo obrany król Polski ustalono główne zasady ustrojowe Rzeczypospolitej: sejmy zwoływać będzie władca co 2 lata na 6 tygodni, żenić się może za zgodą Senatu, zachowa konfederację warszawską, poselstwa odprawiać i traktaty zawierać będzie mógł za radą senatorów przybocznych (rezydentów), wskazanych przez Sejm na 2 lata. Pospolite ruszenie uchwalać mógł tylko Sejm a prowadzić król, wyłącznie w kraju, nie za granicę.

## Panowanie Henryka III Walezego
Henryk 10 września 1573 roku wykonał przysięgę w Katedrze Notre-Dame w Paryżu. Po przybyciu władcy do kraju nastąpiła koronacja władcy 21 lutego 1574 roku. W czasie uroczystości ku czci nowego monarchy miał miejsce spór Samuela Zborowskiego i kasztelana wojnickiego Jana Tęczyńskiego zakończony śmiertelnym zranieniem kasztelana przemyskiego Andrzeja Wapowskiego. Henryk III Walezy wydał wyrok, bulwersujący opinię szlachecką, skazując Samuela Zborowskiego jedynie na banicję bez utraty czci. Władca nadal promował rodzinę Zborowskich herbu Jastrzębiec, której w dużej mierze zawdzięczał tron polski. Powagę władcy w kraju osłabiał rozwiązły tryb życia jego dworu i otaczanie się doradcami francuskimi.
W celu objęcia tronu Francji po śmierci brata Karola IX, Henryk w nocy z 18 na 19 czerwca 1574 roku uciekł z Krakowa. Wysłani do Francji posłowie wyznaczyli termin 12 maja 1575 roku, do którego Henryk miał powrócić do Polski, jeżeli chciał zachować swoje prawa do władzy.

## Elekcja w 1575
12 maja 1575 roku miał miejsce zjazd senatorów i szlachty w Stężycy. Tematem obrad była kwestia uznawania nadal królem Henryka III Walezego i problem nowej elekcji. Zebrani podzielili się na 3 stronnictwa: francuskie z prymasem Jakubem Uchańskim, austriackie (rakuskie) z wojewodą podolskim Mikołajem Mieleckim i szlacheckie ze Stanisławem Górką, Mikołajem Firlejem i Janem Zamoyskim, do którego skłonili się Zborowscy. Zjazd jednak rozszedł się z niczym w obliczu najazdu tatarskiego na Rzeczpospolitą.
W czasie elekcji roku prymas nominował 12 grudnia 1575 roku królem Polski cesarza Maksymiliana II Habsburga. Wywołało to ostry sprzeciw koła rycerskiego, do prymasa 2 razy strzelano. 15 grudnia przywódca szlachty Mikołaj Sienicki ogłosił królem Annę Jagiellonkę, przydając jej za męża księcia siedmiogrodzkiego Stefana Batorego. 18 stycznia 1576 roku miał miejsce zjazd zwolenników Batorego w trybie pospolitego ruszenia pod Jędrzejowem. Jego zwolennicy opanowali Kraków i Wawel.

## Panowanie Stefana Batorego
1 maja 1576 roku ukoronował Batorego wraz z Anną biskup kujawski Stanisław Karnkowski. 12 października 1576 roku umarł drugi elekt cesarz Maksymilian II Habsburg.

### Wojna Rzeczypospolitej z Gdańskiem
Gdańszczanie, podburzeni przez cesarza, postanowili wykorzystać rozdwojoną elekcję do podważenia praw Rzeczypospolitej w mieście, jakie określały statuty Karnkowskiego. Złupili klasztory katolickie i zburzyli opactwo Cystersów w Oliwie. Rozpoczęli jednocześnie negocjacje z posłami Carstwa Rosyjskiego, które popierało separatyzm gdański. Po stronie Gdańska opowiedziała się Dania. 17 kwietnia 1577 roku hetman nadworny Jan Zborowski rozbił wojska gdańskie w bitwie pod Lubiszewem. Król Stefan Batory rozpoczął oblężenie Gdańska, kierując handel wiślany przez Elbląg. Spowodowało to atak odwetowy połączonej floty gdańsko-duńskiej na to miasto. Walki zakończyły się pojednaniem stron i zapłaceniem okupu królowi 200 000 złotych polskich. Posłowie Świętego Cesarstwa Rzymskiego Narodu Niemieckiego uzyskali jednocześnie od Batorego zgodę by margrabia Ansbach Jerzy Fryderyk Hohenzollern objął kuratelę nad chorym umysłowo księciem pruskim Albrechtem Fryderykiem Hohenzollernem.

### Wojna polsko-rosyjska 1577–1582
Wykorzystując zaangażowanie Rzeczypospolitej pod Gdańskiem, car rosyjski Iwan IV Groźny zaatakował Inflanty, docierając pod Rygę i Rewel. Batory w latach 1578–1581 przeprowadził 3 zwycięskie kampanie: połocką, wielkołucką i pskowską, zmuszając państwo moskiewskie do przyjęcia 10-letniego rozejmu. Rosja oddała Rzeczypospolitej zagarnięty za czasów Zygmunta II Augusta Połock oraz prawie całe Inflanty.

### Polityka wewnętrzna
W 1578 roku Batory utworzył Trybunał Główny Koronny, najwyższy sąd apelacyjny dla Korony w sprawach cywilnych, zachowując jednocześnie jurysdykcję monarszą w innych sprawach. W 1581 roku powstał podobny Trybunał Główny Wielkiego Księstwa Litewskiego. Król powołał Sejm Czterech Ziem, centralny organ samorządu Żydów w Koronie. W 1578 roku Sejm uchwalił utworzenie piechoty wybranieckiej, składającej się z rekrutów, wybieranych po jednym z 20 łanów w królewszczyznach. W 1579 roku władca wydał zgodę na utworzenie przez jezuitów Akademii Wileńskiej.
W 1582 roku Rzeczpospolita przyjęła zreformowany kalendarz gregoriański.
W polityce wewnętrznej król oparł się na kanclerzu i hetmanie wielkim koronnym Janie Zamoyskim. Złamał prohabsburską opozycję, m.in. doprowadzając do skazania i ścięcia Samuela Zborowskiego w 1584 roku.

## Elekcja w 1587
W czasie elekcji 1587 roku stronnicy Jana Zamoyskiego (koło czarne) wybrali na króla Zygmunta Wazę, siostrzeńca królowej Anny Jagiellonki. Zwolennicy Zborowskich dokonali obioru arcyksięcia Maksymiliana III Habsburga, brata cesarza Rudolfa II Habsburga.

## Panowanie Zygmunta III Wazy

### Wojna domowa w Rzeczypospolitej 1587-1588
By umożliwić Zygmuntowi Wazie koronację, Zamoyski zajął Kraków. Zjazd szlachty pod Wiślicą uchwalił pospolite ruszenie. Wojska arcyksięcia Maksymiliana wtargnęły do Rzeczypospolitej, jednak szturm na Kraków został odparty przez Jana Zamoyskiego. To umożliwiło koronację Wazie. Zamoyski ostatecznie pobił Austriaków w bitwie pod Byczyną, biorąc arcyksięcia Maksymiliana do niewoli i osadzając w Krasnymstawie. W marcu 1589 roku strony podpisały traktat bytomsko-będziński, w którym Maksymilian obiecał się zrzec korony polskiej i nie przymierzać się z Carstwem Rosyjskim.

### Unia polsko-szwedzka
Po śmierci ojca Jana III Wazy w 1592 roku, Zygmunt III udał się do Szwecji, gdzie w 1594 roku w Uppsali został ukoronowany na króla Szwecji. Po mianowaniu regentem swojego stryja Karola IX Sudermańskiego król powrócił do kraju. Szwecja jednak zawarła z Carstwem Rosyjskim pokój, co spowodowało nieudaną interwencję Zygmunta III w Szwecji w 1598, zakończoną utratą tronu.

### Unia brzeska
Zygmunt III Waza pozostając pod wyraźnym wpływem jezuitów, dążył do odsunięcia od Rzeczypospolitej niebezpieczeństwa jakim było podporządkowanie cerkwi prawosławnej patriarchatowi moskiewskiemu, dokonane w 1589 roku. Doprowadził do zawarcia unii brzeskiej w 1596 roku i utworzenia na terytorium Rzeczypospolitej Kościoła unickiego, uznającego zwierzchność Stolicy Apostolskiej.

### Powstania kozackie
Za panowania Zygmunta III Wazy Rzeczpospolita musiała stawić czoła kilku powstaniom kozaków, podburzanych przez Austrię.

### Interwencja na Wołoszczyźnie
Jan Zamoyski w dwóch wyprawach w 1595 roku i 1600 roku osadzał w Hospodarstwie Mołdawskim i Hospodarstwie Wołoskim uległych Polsce i spolonizowanych hospodarów Mohyłów.

### Wojna polsko-szwedzka (1600–1611)
Utrata tronu szwedzkiego spowodowała, że Zygmunt III dążył do sprowokowania konfliktu polsko-szwedzkiego, przekazując Estonię Rzeczypospolitej w 1600 roku. Wojna tocząca się na terenie Inflant, zakończyła się korzystnym dla Polski rozejmem w 1611 roku.

### Wojna domowa w Rzeczypospolitej 1606-1609
Plany wzmocnienia władzy królewskiej poprzez zbliżenia Zygmunta III z Habsburgami oraz ścisłe jego związanie z jezuitami spowodowały reakcję szlachty innowierczej, popieranej przez niektórych przywódców partii antyaustriackiej w Polsce. Jakkolwiek wojska królewski złamały zbrojnie rokosz Mikołaja Zebrzydowskiego, to ustrój państwa nie uległ zmianie.

### Dymitriady
Po wygaśnięciu w 1598 roku rodzimej dynastii Rurykowiczów Carstwo Rosyjskie pogrążyło się w Wielkiej Smucie. Jeden z samozwańczych pretendentów do carskiego tronu Dymitr Samozwaniec I uzyskał pomoc polskich magnatów, poślubił Marynę Mniszchównę i z pomocą ich wojsk opanował Rosję w 1605 roku. Po zakończeniu rokoszu Zebrzydowskiego, jego uczestnicy zasilili szeregi nowego samozwańca Dymitra II przeciwko carowi Wasylowi IV Szujskiemu.

### Wojna polsko-rosyjska 1609–1618
Zawarcie przez Wasyla IV Szujskiego układu zaczepno-odpornego ze Szwecją w 1609 roku, sprowokowało wojnę rosyjsko-polską. Hetman Stanisław Żółkiewski pobił w 1610 roku połączone wojska rosyjsko-szwedzkie w bitwie pod Kłuszynem, zdobył Moskwę i doprowadził do wyboru przez bojarów moskiewskich królewicza Władysława na cara Rosji. Przyprowadzony w 1611 roku przed oblicze króla Polski jako jeniec car Wasyl IV, złożył mu pokłon. W Moskwie wybuchło antypolskie powstanie, którego zwieńczeniem była kapitulacja polskiej załogi Kremla w 1612 roku. Po zakończonej niepowodzeniem próbie zdobycia Moskwy przez królewicza Władysława w 1617 roku, wojnę zakończył rozejm w Dywilinie, pozostawiający w rękach polskich Smoleńsk, ziemię siewierską i czernihowską.

### Wojna polsko-szwedzka 1617–1618
W 1617 roku wykorzystując zaangażowanie Rzeczypospolitej Szwedzi uderzyli na Inflanty.

### Wojna polsko-turecka (1620–1621)
Hetman Stanisław Żółkiewski był przeciwny rozpoczynaniu wojny z Imperium Osmańskim, dlatego w 1617 roku zawarł traktat w Buszy, w którym Rzeczpospolita zrzekała się zwierzchnictwa nad Hospodarstwem Mołdawskim i Hospodarstwem Wołoskim. Polityka zbliżenia Zygmunta III Wazy z Habsburgami, wysłanie polskich lisowczyków na odsiecz Wiednia w 1619 roku oraz ponawiane samowolne wyprawy kozaków doprowadziły jednak do wybuchu nowej wojny z Turcją. Wojnę zakończył pokój podpisany w Chocimiu w 1621 roku, przywracający granicę polsko-turecką z czasów jagiellońskich.

### Wojna polsko-szwedzka 1621–1626
Nowy król Szwecji Gustaw II Adolf wykorzystał zaangażowanie Polski w wojnę z Turcją i w 1621 roku zaatakował Rzeczpospolitą. Flota szwedzka wysadziła desant w Parnawie w Inflantach, armia szwedzka uderzyła na Rygę. W 1622 roku strony zawarły rozejm w Mitawie. W 1625 roku Szwedzi uderzyli na pozostałą część Inflant.

### Wojna polsko-szwedzka 1626–1629
W 1626 roku Szwedzi przeprowadzili desant w Pilawie w Prusach Książęcych, opanowując później 16 miast Prus Królewskich położonych w trójkącie Wisły i Nogatu. Wojnę zakończył niekorzystny dla Rzeczypospolitej rozejm w Altmarku w 1629 roku.

## Elekcja w 1632
Jedynym kandydatem do korony był syn Zygmunta III Wazy królewicz Władysław, wybrany carem rosyjskim, który odziedziczył po ojcu tytuł króla Szwecji. Elekcję Władysława podpisało 3543 przedstawicieli szlachty.

## Panowanie Władysława IV Wazy

### Wojna polsko-rosyjska 1632–1634
Władysław IV zmusił w 1634 roku do kapitulacji pod oblężonym Smoleńskiem armię moskiewską. Wojska Rzeczypospolitej dokonały rajdu w głąb Carstwa Rosyjskiego. W pokoju w Polanowie w 1634 roku car Michał Romanow odstąpił na zawsze Rzeczypospolitej ziemię smoleńską, siewierską i czernihowską, zrzekł się pretensji do Inflant, Kurlandii, Estonii, Rusi litewskiej i polskiej. Władysław ze swej strony zrzekł się tytułu cara Rosji.

### Rozejm w Sztumskiej Wsi
W 1635 roku w Sztumskiej Wsi Władysław IV przedłużył rozejm ze Szwecją na 26 lat.

## Elekcja w 1648
20 listopada 1648 roku prymas ogłosił królem Polski tytularnego króla Szwecji Jana II Kazimierza Wazę.

## Panowanie Jana II Kazimierza Wazy

### Powstanie Chmielnickiego
Elekcja Jana II Kazimierza miała miejsce w obliczu powstania kozaków pod wodzą Bohdana Chmielnickiego, którego poparli Tatarzy. Wyprawa nowego króla z odsieczą pod oblężony przez wojska tatarsko-kozackie Zbaraż zakończyła się podpisaniem ugody zborowskiej. W 1651 roku Jan Kazimierz pobił wojska tatarsko-kozackie w sławnej w całej Europie bitwie pod Beresteczkiem. Jednak w następnym roku kozacy urządzili rzeź polskich jeńców po przegranej przez Polaków bitwie pod Batohem. W układzie pod Żwańcem w 1653 roku Rzeczypospolitej udało się odciągnąć od Chmielnickiego Tatarów. Ten jednak znalazł nowego protektora w Rosji, zawierając z nią w 1654 roku ugodę perejasławską, mocą której opanowana przez kozaków Ukraina oddawała się carowi rosyjskiemu.

### Wojna polsko-rosyjska 1654–1667
To dało Rosji pretekst do wojny, trzy armie moskiewskie uderzyły na Wielkie Księstwo Litewskie, czwarta na Ukrainę. Rosjanie zdobyli m.in. Smoleńsk i Mohylew, dokonali rzezi Wilna.

### Potop szwedzki 1655-1660
Osłabienie Rzeczypospolitej wykorzystał król Szwecji Karol X Gustaw, którego armie uderzyły na Rzeczpospolitą z Pomorza i Inflant. Szwedzi prowadzeni do Wielkopolski przez zdrajcę Hieronima Radziejowskiego zmusili wielkopolskie pospolite ruszenie do kapitulacji pod Ujściem. Wielkie Księstwo Litewskie poddało się Szwedom podpisując ugodę kiejdańską. Armie rosyjskie i szwedzkie zalały Rzeczpospolitą, opór stawiały wojska polskie na skrawku województwa ruskiego ze Lwowem. Król Jan Kazimierz II Waza udał się na Śląsk do Opola, które było dzierżawione przez Wazów. Po bohaterskiej obronie Jasnej Góry, zawiązano pod koniec 1655 roku ogólnonarodową antyszwedzką konfederację tyszowiecką. Jan Kazimierz wrócił ze Śląska i w kwietniu 1656 roku złożył śluby lwowskie. W tym czasie Rzeczpospolitą zdradził jej lennik elektor brandenburski i książę pruski Fryderyk Wilhelm I. Rosja zawarła jednak z Rzecząpospolitą rozejm w Niemieży w 1656 roku, a korzystny dla Rzeczypospolitej zwrot wydarzeń spowodował zawarcie sojuszu z Austrią i przysłanie przez nią posiłków zbrojnych. Polacy odparli najazd wojsk siedmiogrodzkich Jerzego II Rakoczego w 1657 roku. W zaistniałej sytuacji z wojny wycofała się Brandenburgia. Podpisane w 1657 roku z elektorem traktaty welawsko-bydgoskie przewidywały utratę przez Rzeczpospolitą lenna Prus Książęcych.
W 1658 roku do wojny przeciwko Szwecji przystąpiła Dania, na pomoc której z odsieczą ruszyły wojska Stefana Czarnieckiego. W 1658 roku sejm podjął uchwałę o wygnaniu z kraju arian, oskarżanych o sprzyjanie Szwedom. Po śmierci Bohdana Chmielnickiego zawarto z nowym przywódcą kozackim ugodę hadziacką, która zakładała utworzenie nowego trzeciego członu Rzeczypospolitej: Księstwa Ruskiego. Ostatecznie w 1660 roku wojnę ze Szwecją zakończył pokój oliwski, mocą którego Rzeczpospolita zachowała Księstwo Kurlandii i Semigalii oraz część Inflant.
Wznowiona wojna z Rosją przyniosła Rzeczypospolitej odzyskanie Wilna, Grodna i Humania. Wojnę zakończył rozejm andruszowski w 1667 roku, mocą którego Rzeczpospolita oddawała Smoleńsk, Zadnieprze oraz na 2 lata Kijów.

### Rokosz Lubomirskiego
Próba wzmocnienia władzy królewskiej przez snucie przez królową Ludwikę Marię projektów elekcji vivente rege doprowadziła w 1665 roku do buntu mas szlacheckich w rokoszu, którego przywódcą został Jerzy Sebastian Lubomirski. Szlachta podzieliła się na dwa zwalczające się obozy: profrancuski królewski i popierany przez Brandenburgię i Austrię obóz szlachecki. Po serii zwycięskich dla rokoszan bitew doszło do pogodzenia się z królem, który zrezygnował ostatecznie ze swych planów i abdykował na sejmie w 1668 roku.

## Elekcja w 1669 roku
Rzesze mas szlacheckich wybrały na króla Polski syna pogromcy kozaków Jeremiego Michała Korybuta.

## Panowanie Michała Korybuta Wiśniowieckiego

### Wojna polsko-turecka 1672–1676
Wybranie kandydata ściśle związanego z Austrią spowodowało reakcję Imperium Osmańskiego, którego wojska wraz z Tatarami najechały południowo-wschodnie ziemie Rzeczypospolitej. Na mocy pokoju w Buczaczu, Rzeczpospolita stała się teoretycznie na krótko państwem zależnym od Imperium Osmańskiego, odstąpiła Turcji część województw południowo-wschodnich oraz zgodziła się płacić haracz w wysokości 22 000 talarów rocznie. Przeciwstawne obozy polityczne zawiązały konfederacje: gołąbską i szczebrzeszyńską. Sejm pacyfikacyjny 1673 roku pojednał obie strony, uchwalono wznowienie wojny z Turcją. Hetman Jan Sobieski pobił wojska tureckie w bitwie pod Chocimiem.

## Elekcja w 1674
Masy szlacheckie zrażone klęską prohabsburskiej polityki Wiśniowieckiego, wybrały po jego śmierci królem Polski Jana Sobieskiego, któremu sprzyjała Francja.

## Panowanie Jana III Sobieskiego

### Polityka bałtycka
By przeciwstawić się zbliżeniu Brandenburgii z Austrią w 1675 roku Sobieski podpisał z Francją tajny traktat w Jaworowie. Król zamierzał przyłączyć do Rzeczypospolitej Prusy Książęce. Wspierane przez Francuzów plany pacyfikacji Turcji z Polską pokrzyżowało nowe wtargnięcie wojsk osmańskich. Francja zapośredniczyła w 1676 roku rozejm w Żurawnie, jednak Brandenburgia przeszła na stronę francuską, co spowodowało, że Sobieski musiał teraz szukać porozumienia z Habsburgami.

### Wojna polsko-turecka 1683–1699
Rzeczpospolita zawarła w 1683 roku z Austrią sojusz zaczepno-odporny. Wojska Sobieskiego pospieszyły z odsieczą oblężonego przez Turków Wiednia, odnosząc świetne zwycięstwo nad wojskami osmańskimi. W 1684 roku Rzeczpospolita przystąpiła do antytureckiej Ligi Świętej. Wyprawa Sobieskiego na Mołdawię w 1686 roku zakończyła się jednak niepowodzeniem. Ceną za pozyskanie Rosji przeciwko Imperium Osmańskiemu było jednak podpisanie niekorzystnego traktatu Grzymułtowskiego w 1686 roku.